# Законодавчі ініціативи щодо одностатевих союзів

Шлюб доступний для одностатевих пар (кільця: в індивідувальних випадках)
Обов'язкове до виконання рішення національного або місцевого парламенту чи суду, що узаконює одностатеві шлюби, але ще не набрало чинності
Одностатеві шлюби визнаються зі всіма правами за умови реєстрації в певних інших юрисдикціях
Цивільні союзи або партнерства
Обмежене правове визнання (сертифікати про партнерство та ін.)
Обмежене визнання одностатевих шлюбів, укладених у певних інших юрисдикціях (право на проживання чоловіка/дружини)
Країна є суб'єктом рішення міжнародного суду щодо визнання одностатевих шлюбів
Одностатеві союзи не визнаються

Одностатевий шлюб є законним у наступних країнах (з деякими винятками): Австралія, Австрія, Андорра, Аргентина, Бельгія, Бразилія, Велика Британія, Греція, Данія, Еквадор, Естонія,Ірландія, Ісландія, Іспанія, Канада, Колумбія, Коста-Рика, Куба, Люксембург, Мальта, Мексика, Нідерланди, Німеччина, Нова Зеландія, Норвегія, Португалія, ПАР, Словенія, США, Тайвань, Уругвай, Фінляндія, Франція, Чилі, Швейцарія і Швеція.
Одностатеві шлюби, укладені за кордоном, визнають в Ізраїлі. Окрім цього, одностатеві шлюби, зареєстровані в Нідерландах, визнаються в Сінт-Мартені.
Питання легалізації одностатевих шлюбів залишається темою для дебатів у всьому світі. Тридцять три країни й чотири території ухвалили поправки до констутиції, які чітко забороняють правове визнання одностатевих шлюбів, а іноді й інших видів одностатевих союзів. Тринадцять країн і територій узаконили одностатеві союзи або нереєстровані партнерства для одностатевих пар як альтернативу шлюбам. Юридична назва таких союзів, а також спектр прав, які вони надають, сильно відрізняються.

## Законодавчі ініціативи щодо легалізації одностатевих союзів

### На національному рівні
Вперше нереєстроване партнерство було легалізовано в Нідерландах у червні 1979 р. Найпершою ж у світі одностатевою парою, яка зареєструвала свої стосунки, стали данці Аксель і Айґіл Аксґіли. Це трапилося 1 жовтня 1989 року в день набрання чинності закону Данії про цивільне партнерство. Першою країною, що узаконила одностатеві шлюби, стали знову-таки Нідерланди, коли 21 грудня 2000 р. королева Беатрікс підписала відповідний закон, раніше ухвалений двома палатами Генеральних штатів.
Станом на жовтень 2024 року одностатеві шлюби є законними в наступних країнах (з деякими винятками): Австралія, Австрія, Андорра, Аргентина, Бельгія, Бразилія, Велика Британія, Греція, Данія, Еквадор, Естонія, Ірландія, Ісландія, Іспанія, Канада, Колумбія, Коста-Рика, Куба, Люксембург, Мальта, Мексика, Нідерланди, Німеччина, Нова Зеландія, Норвегія, Португалія, ПАР, Словенія, США, Тайвань, Уругвай, Фінляндія, Франція, Чилі, Швейцарія і Швеція.
Станом на жовтень 2024 року реєстроване партнерство доступне для одностатевих пар в одинадцяти країнах. Це: Болівія, Італія, Кіпр, Латвія, Ліхтенштейн, Монако, Сан-Марино, Угорщина, Хорватія, Чехія і Чорногорія.

-

| Країна                              | Дата           | Одностатевий союз | Верхня палата                                 | Верхня палата                                | Нижня палата                                 | Нижня палата                                 | Голова держави                               | Закон ухвалено? |
| Країна                              | Дата           | Одностатевий союз | Так                                           | Ні                                           | Так                                          | Ні                                           | Голова держави                               | Закон ухвалено? |
| ----------------------------------- | -------------- | --- | --------------------------------------------- | -------------------------------------------- | -------------------------------------------- | -------------------------------------------- | -------------------------------------------- | --------------- |
| Нідерланди                          | Червень 1979   | Нереєстроване співжиття | Ухвалено                                      | Ухвалено                                     | Ухвалено                                     | Ухвалено                                     | Підписано                                    | Так             |
| Нідерланди                          | Грудень 1980   | Нереєстроване співжиття (розширення) | Ухвалено                                      | Ухвалено                                     | Ухвалено                                     | Ухвалено                                     | Підписано                                    | Так             |
| Нідерланди                          | Листопад 1984  | Нереєстроване співжиття (розширення) | Ухвалено                                      | Ухвалено                                     | Ухвалено                                     | Ухвалено                                     | Підписано                                    | Так             |
| Данія                               | Червень 1986   | Нереєстроване співжиття | Н/Д                                           | Н/Д                                          | 78                                           | 62                                           | Підписано                                    | Так             |
| Швеція                              | Червень 1987   | Нереєстроване співжиття | Н/Д                                           | Н/Д                                          | Ухвалено                                     | Ухвалено                                     | Н/Д                                          | Так             |
| Данія                               | Червень 1989   | Реєстроване партнерство (дан. registreret partnerskab)                                                                                             | Н/Д                                           | Н/Д                                          | 71                                           | 47                                           | Підписано                                    | Так             |
| Норвегія                            | Липень 1991    | Нереєстроване співжиття | Ухвалено                                      | Ухвалено                                     | Ухвалено                                     | Ухвалено                                     | Підписано                                    | Так             |
| Норвегія                            | Квітень 1993   | Реєстроване партнерство (норв. registrert partnerskap, північносаам. registrerejuvvon párragaskavuohta)                                            | 18                                            | 16                                           | 58                                           | 40                                           | Підписано                                    | Так             |
| Швеція                              | Червень 1994   | Реєстроване партнерство (швед. registrerat partnerskap)                                                                                            | Н/Д                                           | Н/Д                                          | 171                                          | 141                                          | Н/Д                                          | Так             |
| Іспанія                             | Листопад 1994  | Нереєстроване співжиття | Ухвалено                                      | Ухвалено                                     | Ухвалено                                     | Ухвалено                                     | Підписано                                    | Так             |
| Угорщина                            | Травень 1996   | Нереєстроване співжиття | Н/Д                                           | Н/Д                                          | 207                                          | 73                                           | Підписано                                    | Так             |
| Ісландія                            | Червень 1996   | Затверджене співжиття (ісл. staðfest samvist) | Н/Д                                           | Н/Д                                          | 44                                           | 1                                            | Підписано                                    | Так             |
| Словаччина                          | Травень 1997   | Реєстроване партнерство | Н/Д                                           | Н/Д                                          | Провалено                                    | Провалено                                    | —                                            | Ні              |
| Нідерланди                          | Липень 1997    | Реєстроване партнерство (нід. geregistreerd partnerschap)                                                                                          | Ухвалено                                      | Ухвалено                                     | Ухвалено                                     | Ухвалено                                     | Підписано                                    | Так             |
| Андорра                             | Грудень 1997   | Де-факто сімейний союз | Н/Д                                           | Н/Д                                          | 11                                           | 17                                           | —                                            | Ні              |
| Чехія                               | Червень 1998   | Реєстроване партнерство | —                                             | —                                            | Провалено                                    | Провалено                                    | —                                            | Ні              |
| Франція                             | Жовтень 1998   | Цивільний договір про солідарність | —                                             | —                                            | Провалено                                    | Провалено                                    | —                                            | Ні              |
| Бельгія                             | Січень 1999    | Законне співжиття (нід. wettelijke samenwoning, фр. cohabitation légale, нім. gesetzliches Zusammenwohnen)                                         | 39                                            | 8                                            | 98                                           | 10                                           | Підписано                                    | Так             |
| Швеція                              | Березень 1999  | Реєстроване партнерство (розширення) | Н/Д                                           | Н/Д                                          | Ухвалено                                     | Ухвалено                                     | Н/Д                                          | Так             |
| Данія                               | Червень 1999   | Реєстроване партнерство (розширення: право на всиновлення)                                                                                         | Н/Д                                           | Н/Д                                          | 61                                           | 48                                           | Підписано                                    | Так             |
| Франція                             | Листопад 1999  | Цивільний договір про солідарність і співжиття (фр. pacte civile de solidarité)                                                                    | Ухвалено                                      | Ухвалено                                     | 315                                          | 249                                          | Підписано                                    | Так             |
| Чехія                               | Грудень 1999   | Реєстроване партнерство | —                                             | —                                            | 69                                           | 91                                           | —                                            | Ні              |
| Словаччина                          | Лютий 2000     | Реєстроване партнерство | Н/Д                                           | Н/Д                                          | Провалено                                    | Провалено                                    | —                                            | Ні              |
| Канада                              | Квітень 2000   | Партнерство (англ. common-law partnership, фр. union de fait)                                                                                      | Ухвалено                                      | Ухвалено                                     | 174                                          | 72                                           | Підписано                                    | Так             |
| Ісландія                            | Травень 2000   | Затверджене співжиття (розширення: право на всиновлення й іміграцію)                                                                               | Н/Д                                           | Н/Д                                          | 49                                           | 1                                            | Підписано                                    | Так             |
| Нідерланди                          | Грудень 2000   | Шлюб | 49                                            | 26                                           | 109                                          | 33                                           | Підписано                                    | Так             |
| Норвегія                            | Грудень 2000   | Реєстроване партнерство (розширення) | Ухвалено                                      | Ухвалено                                     | Ухвалено                                     | Ухвалено                                     | Підписано                                    | Так             |
| Німеччина                           | Лютий 2001     | Реєстроване партнерство (нім. eingetragene Lebenspartnerschaft)                                                                                    | Ухвалено                                      | Ухвалено                                     | Ухвалено                                     | Ухвалено                                     | Підписано                                    | Так             |
| Португалія                          | Березень 2001  | Де-факто союз (порт. união de facto) | Н/Д                                           | Н/Д                                          | Ухвалено                                     | Ухвалено                                     | Підписано                                    | Так             |
| Нова Зеландія                       | Квітень 2001   | Де-факто стосунки (англ. de-facto relationship) | Н/Д                                           | Н/Д                                          | Ухвалено                                     | Ухвалено                                     | Підписано                                    | Так             |
| Чехія                               | Квітень 2001   | Нереєстроване співжиття | Ухвалено                                      | Ухвалено                                     | Ухвалено                                     | Ухвалено                                     | Підписано                                    | Так             |
| Норвегія                            | Червень 2001   | Реєстроване партнерство (розширення: право на всиновлення)                                                                                         | Ухвалено                                      | Ухвалено                                     | Ухвалено                                     | Ухвалено                                     | Підписано                                    | Так             |
| Фінляндія                           | Вересень 2001  | Реєстроване партнерство (фін. rekisteröity parisuhde, швед. registrerat partnerskap)                                                               | Н/Д                                           | Н/Д                                          | 99                                           | 84                                           | Підписано                                    | Так             |
| Чехія                               | Жовтень 2001   | Реєстроване партнерство | —                                             | —                                            | Провалено                                    | Провалено                                    | —                                            | Ні              |
| Швеція                              | Червень 2002   | Реєстроване партнерство (розширення: право на всиновлення)                                                                                         | Н/Д                                           | Н/Д                                          | Ухвалено                                     | Ухвалено                                     | Н/Д                                          | Так             |
| Бельгія                             | Лютий 2003     | Шлюб | 46                                            | 15                                           | 91                                           | 22                                           | Підписано                                    | Так             |
| Данія                               | Травень 2003   | Реєстроване партнерство (розширення) | Н/Д                                           | Н/Д                                          | 49                                           | 60                                           | —                                            | Ні              |
| Данія                               | Травень 2003   | Реєстроване партнерство (розширення) | Н/Д                                           | Н/Д                                          | 45                                           | 60                                           | —                                            | Ні              |
| Данія                               | Травень 2003   | Реєстроване партнерство (розширення) | Н/Д                                           | Н/Д                                          | 43                                           | 61                                           | —                                            | Ні              |
| Данія                               | Червень 2003   | Реєстроване партнерство (розширення) | Н/Д                                           | Н/Д                                          | 11                                           | 94                                           | —                                            | Ні              |
| Хорватія                            | Липень 2003    | Нереєстроване співжиття | Н/Д                                           | Н/Д                                          | Ухвалено                                     | Ухвалено                                     | Підписано                                    | Так             |
| Люксембург                          | Травень 2004   | Вільний союз | Н/Д                                           | Н/Д                                          | Провалено                                    | Провалено                                    | —                                            | Ні              |
| Люксембург                          | Травень 2004   | Шлюб | Н/Д                                           | Н/Д                                          | Провалено                                    | Провалено                                    | —                                            | Ні              |
| Люксембург                          | Липень 2004    | Партнерство (люксемб. і нім. Partnerschaft, фр. partneriat)                                                                                        | Н/Д                                           | Н/Д                                          | 33                                           | 7                                            | Підписано                                    | Так             |
| Панама                              | Вересень 2004  | Цивільний союз | Н/Д                                           | Н/Д                                          | Провалено                                    | Провалено                                    | —                                            | Ні              |
| Німеччина                           | Жовтень 2004   | Реєстроване партнерство (розширення: право на всиновлення)                                                                                         | Ухвалено                                      | Ухвалено                                     | Ухвалено                                     | Ухвалено                                     | Підписано                                    | Так             |
| Норвегія                            | Листопад 2004  | Шлюб | Н/Д                                           | Н/Д                                          | Провалено                                    | Провалено                                    | —                                            | Ні              |
| Велика Британія                     | Листопад 2004  | Цивільне партнерство (англ. civil partnership, валл. partneriaeth sifil)                                                                           | 251                                           | 136                                          | 426                                          | 49                                           | Підписано                                    | Так             |
| Нова Зеландія                       | Листопад 2004  | Де-факто стосунки (розширення) | Н/Д                                           | Н/Д                                          | Ухвалено                                     | Ухвалено                                     | Підписано                                    | Так             |
| Нова Зеландія                       | Грудень 2004   | Цивільний союз (англ. civil union, маор. hononga ā-ture)                                                                                           | Н/Д                                           | Н/Д                                          | 65                                           | 55                                           | Підписано                                    | Так             |
| Чехія                               | Лютий 2005     | Реєстроване партнерство | —                                             | —                                            | Провалено                                    | Провалено                                    | —                                            | Ні              |
| Андорра                             | Березень 2005  | Сталий союз пари (кат. unió estable de parella) | Н/Д                                           | Н/Д                                          | Ухвалено                                     | Ухвалено                                     | Підписано                                    | Так             |
| Словенія                            | Березень 2005  | Реєстроване партнерство | Н/Д                                           | Н/Д                                          | Провалено                                    | Провалено                                    | —                                            | Ні              |
| Нова Зеландія                       | Березень 2005  | Цивільний союз і де-факто стосунки (розширення) | Н/Д                                           | Н/Д                                          | 76                                           | 43                                           | Підписано                                    | Так             |
| Швеція                              | Червень 2005   | Реєстроване партнерство (розширення) | Н/Д                                           | Н/Д                                          | Ухвалено                                     | Ухвалено                                     | Н/Д                                          | Так             |
| Швейцарія                           | Червень 2005   | Реєстроване партнерство (нім. eingetragene Partnerschaft, фр. partenariat enregistré, італ. unione domestica registrata, ромш. partenadi registrà) | Ухвалено                                      | Ухвалено                                     | Ухвалено                                     | Ухвалено                                     | Н/Д                                          | Так             |
| Швейцарія                           | Червень 2005   | Реєстроване партнерство (нім. eingetragene Partnerschaft, фр. partenariat enregistré, італ. unione domestica registrata, ромш. partenadi registrà) | Конкретний референдум (58.04%)                |                                              |                                              |                                              | Н/Д                                          | Так             |
| Іспанія                             | Липень 2005    | Шлюб | Vetoed                                        | Vetoed                                       | 183                                          | 136                                          | Підписано                                    | Так             |
| Канада                              | Липень 2005    | Шлюб | 47                                            | 21                                           | 158                                          | 133                                          | Підписано                                    | Так             |
| Словенія                            | Липень 2005    | Партнерство (словен. partnerska skupnost) | Н/Д                                           | Н/Д                                          | 44                                           | 3                                            | Підписано                                    | Так             |
| Хорватія                            | Жовтень 2005   | Реєстроване партнерство | Н/Д                                           | Н/Д                                          | Провалено                                    | Провалено                                    | —                                            | Ні              |
| Чехія                               | Березень 2006  | Реєстроване партнерство (чеськ. registrované partnerství)                                                                                          | 65                                            | 14                                           | 86                                           | 54                                           | Ветовано                                     | Так             |
| Бельгія                             | Травень 2006   | Шлюб (розширення: право на всиновлення) | 34                                            | 33                                           | 77                                           | 62                                           | Підписано                                    | Так             |
| Іспанія                             | Травень 2006   | Шлюб (розширення: допоміжні репродуктивні технології)                                                                                              | Ухвалено                                      | Ухвалено                                     | Ухвалено                                     | Ухвалено                                     | Підписано                                    | Так             |
| Данія                               | Червень 2006   | Реєстроване партнерство (розширення) | Н/Д                                           | Н/Д                                          | Ухвалено                                     | Ухвалено                                     | Підписано                                    | Так             |
| Ісландія                            | Червень 2006   | Затверджене співжиття (розширення) | Н/Д                                           | Н/Д                                          | 41                                           | 0                                            | Підписано                                    | Так             |
| Франція                             | Червень 2006   | Цивільний договір про солідарність (розширення) | Ухвалено                                      | Ухвалено                                     | Ухвалено                                     | Ухвалено                                     | Підписано                                    | Так             |
| Південна Африка                     | Листопад 2006  | Шлюб і цивільне партнерство | 36                                            | 11                                           | 230                                          | 41                                           | Підписано                                    | Так             |
| Португалія                          | Грудень 2006   | Де-факто союз (розширення: право на іміграцію) | Н/Д                                           | Н/Д                                          | Ухвалено                                     | Ухвалено                                     | Підписано                                    | Так             |
| Фінляндія                           | Грудень 2006   | Реєстроване партнерство (розширення) | Н/Д                                           | Н/Д                                          | Ухвалено                                     | Ухвалено                                     | Підписано                                    | Так             |
| Іспанія                             | Березень 2007  | Шлюб (розширення: автоматичне батьківство) | Ухвалено                                      | Ухвалено                                     | Ухвалено                                     | Ухвалено                                     | Підписано                                    | Так             |
| Колумбія                            | Червень 2007   | Цивільний союз | 29                                            | 34                                           | 62                                           | 43                                           | —                                            | Ні              |
| Угорщина                            | Грудень 2007   | Реєстроване партнерство | Н/Д                                           | Н/Д                                          | 185                                          | 154                                          | Підписано                                    | Ні              |
| Уругвай                             | Грудень 2007   | Союз для співжиття (ісп. unión concubinaria) | 17                                            | 5                                            | Ухвалено                                     | Ухвалено                                     | Підписано                                    | Так             |
| Ісландія                            | Травень 2008   | Затверджене співжиття (розширення) | Н/Д                                           | Н/Д                                          | 54                                           | 0                                            | Підписано                                    | Так             |
| Норвегія                            | Червень 2008   | Шлюб | 23                                            | 17                                           | 84                                           | 41                                           | Підписано                                    | Так             |
| Еквадор                             | Вересень 2008  | Де-факто союз (ісп. unión de hecho) | Загальний конституційний референдум (69.46%)  | Загальний конституційний референдум (69.46%) | Загальний конституційний референдум (69.46%) | Загальний конституційний референдум (69.46%) | Загальний конституційний референдум (69.46%) | Так             |
| Португалія                          | Жовтень 2008   | Шлюб | Н/Д                                           | Н/Д                                          | Провалено                                    | Провалено                                    | —                                            | Ні              |
| Португалія                          | Жовтень 2008   | Шлюб | Н/Д                                           | Н/Д                                          | Провалено                                    | Провалено                                    | —                                            | Ні              |
| Велика Британія                     | Листопад 2008  | Цивільне партнерство (розширення) | Ухвалено                                      | Ухвалено                                     | Ухвалено                                     | Ухвалено                                     | Підписано                                    | Так             |
| Австралія                           | Листопад 2008  | Де-факто стосунки (англ. de-facto relationship) | Ухвалено                                      | Ухвалено                                     | Ухвалено                                     | Ухвалено                                     | Підписано                                    | Так             |
| Швеція                              | Квітень 2009   | Шлюб | Н/Д                                           | Н/Д                                          | 261                                          | 22                                           | Н/Д                                          | Так             |
| Угорщина                            | Квітень 2009   | Реєстроване пратнерство (угор. bejegyzett élettársi kapcsolat)                                                                                     | Н/Д                                           | Н/Д                                          | 199                                          | 159                                          | Підписано                                    | Так             |
| Франція                             | Травень 2009   | Визнання союзів, зареєстрованих за кордоном, як договорів про солідарність                                                                         | Ухвалено                                      | Ухвалено                                     | Ухвалено                                     | Ухвалено                                     | Підписано                                    | Так             |
| Фінляндія                           | Травень 2009   | Реєстроване партнерство (розширення: право на всиновлення)                                                                                         | Н/Д                                           | Н/Д                                          | 108                                          | 29                                           | Підписано                                    | Так             |
| Данія                               | Червень 2009   | Реєстроване партнерство (розширення) | Н/Д                                           | Н/Д                                          | 107                                          | 2                                            | Підписано                                    | Так             |
| Португалія                          | Серпень 2009   | Де-факто союз (розширення: право на спадщину) | Н/Д                                           | Н/Д                                          | Ухвалено                                     | Ухвалено                                     | Vetoed                                       | Ні              |
| Уругвай                             | September 2009 | Союз для співжиття (розширення: право на всиновлення)                                                                                              | 17                                            | 6                                            | 40                                           | 13                                           | Підписано                                    | Так             |
| Австрія                             | Грудень 2009   | Реєстроване партнерство (нім. eingetragene Partnerschaft)                                                                                          | 44                                            | 8                                            | 110                                          | 64                                           | Підписано                                    | Так             |
| Португалія                          | Січень 2010    | Шлюб | Н/Д                                           | Н/Д                                          | Провалено                                    | Провалено                                    | —                                            | Ні              |
| Португалія                          | Січень 2010    | Шлюб | Н/Д                                           | Н/Д                                          | Провалено                                    | Провалено                                    | —                                            | Ні              |
| Португалія                          | Січень 2010    | Реєстрований цивільний союз | Н/Д                                           | Н/Д                                          | Провалено                                    | Провалено                                    | —                                            | Ні              |
| Австралія                           | Лютий 2010     | Шлюб | 5                                             | 45                                           | —                                            | —                                            | —                                            | Ні              |
| Португалія                          | Травень 2010   | Шлюб | Н/Д                                           | Н/Д                                          | Ухвалено                                     | Ухвалено                                     | Підписано                                    | Так             |
| Данія                               | May 2010       | Реєстроване партнерство (розширення: право на всиновлення)                                                                                         | Н/Д                                           | Н/Д                                          | 60                                           | 54                                           | Підписано                                    | Так             |
| Данія                               | Червень 2010   | Шлюб | Н/Д                                           | Н/Д                                          | 52                                           | 57                                           | —                                            | Ні              |
| Ісландія                            | Червень 2010   | Шлюб | Н/Д                                           | Н/Д                                          | 49                                           | 0                                            | Підписано                                    | Так             |
| Ірландія                            | Липень 2010    | Цивільне партнерство і нереєстроване співжиття (ірл. páirtnéireacht shibhialta, англ. civil partnership)                                           | 48                                            | 4                                            | Ухвалено                                     | Ухвалено                                     | Підписано                                    | Так             |
| Аргентина                           | Липень 2010    | Шлюб | 33                                            | 27                                           | 126                                          | 110                                          | Підписано                                    | Так             |
| Люксембург                          | Серпень 2010   | Партнерство (розширення) | Н/Д                                           | Н/Д                                          | Ухвалено                                     | Ухвалено                                     | Підписано                                    | Так             |
| Португалія                          | Серпень 2010   | Де-факто союз (розширення: право на спадщину) | Н/Д                                           | Н/Д                                          | Ухвалено                                     | Ухвалено                                     | Підписано                                    | Так             |
| Німеччина                           | Вересень 2010  | Шлюб | Провалено                                     | Провалено                                    | —                                            | —                                            | —                                            | Ні              |
| Німеччина                           | Жовтень 2010   | Реєстроване партнерство (розширення: закон про податки)                                                                                            | —                                             | —                                            | Провалено                                    | Провалено                                    | —                                            | Ні              |
| Німеччина                           | Квітень 2011   | Реєстроване партнерство (розширення: закон про податки й право на всиновлення)                                                                     | Провалено                                     | Провалено                                    | —                                            | —                                            | —                                            | Ні              |
| Ліхтенштейн                         | Червень 2011   | Реєстроване партнерство (нім. eingetragene Partnerschaft)                                                                                          | Н/Д                                           | Н/Д                                          | Ухвалено                                     | Ухвалено                                     | Підписано                                    | Так             |
| Ліхтенштейн                         | Червень 2011   | Реєстроване партнерство (нім. eingetragene Partnerschaft)                                                                                          | Конкретний референдум (68.76%)                |                                              |                                              |                                              | Підписано                                    | Так             |
| Франція                             | Червень 2011   | Шлюб | —                                             | —                                            | 222                                          | 293                                          | —                                            | Ні              |
| Німеччина                           | June 2011      | Реєстроване партнерство (розширення: закон про податки)                                                                                            | Провалено                                     | Провалено                                    | —                                            | —                                            | —                                            | Ні              |
| Португалія                          | Лютий 2012     | Шлюб (розширення: право на всиновлення) | Н/Д                                           | Н/Д                                          | Провалено                                    | Провалено                                    | —                                            | Ні              |
| Португалія                          | Лютий 2012     | Шлюб (розширення: право на всиновлення) | Н/Д                                           | Н/Д                                          | Провалено                                    | Провалено                                    | —                                            | Ні              |
| Словенія                            | Березень 2012  | Партнерство (розширення) | Конкретний референдум (45.36%)                | Конкретний референдум (45.36%)               | Конкретний референдум (45.36%)               | Конкретний референдум (45.36%)               | Конкретний референдум (45.36%)               | Ні              |
| Ізраїль                             | Травень 2012   | Шлюб | Н/Д                                           | Н/Д                                          | 11                                           | 39                                           | —                                            | Ні              |
| Данія                               | Червень 2012   | Шлюб | Н/Д                                           | Н/Д                                          | 85                                           | 24                                           | Підписано                                    | Так             |
| Німеччина                           | Червень 2012   | Шлюб | —                                             | —                                            | 260                                          | 309                                          | —                                            | Ні              |
| Сан-Марино                          | Червень 2012   | Нереєстроване співжиття (одна позиція) | Н/Д                                           | Н/Д                                          | 33                                           | 20                                           | Підписано                                    | Так             |
| Австралія                           | Вересень 2012  | Шлюб | —                                             | —                                            | 42                                           | 98                                           | —                                            | Ні              |
| Австралія                           | Вересень 2012  | Шлюб | 26                                            | 41                                           | —                                            | —                                            | —                                            | Ні              |
| Німеччина                           | Жовтень 2012   | Реєстроване партнерство (розширення: закон про податки)                                                                                            | —                                             | —                                            | 253                                          | 288                                          | —                                            | Ні              |
| Словаччина                          | Листопад 2012  | Реєстроване партнерство | Н/Д                                           | Н/Д                                          | 14                                           | 94                                           | —                                            | Ні              |
| Польща                              | Січень 2013    | Реєстроване партнерство | —                                             | —                                            | Провалено                                    | Провалено                                    | —                                            | Ні              |
| Польща                              | Січень 2013    | Реєстроване партнерство | —                                             | —                                            | Провалено                                    | Провалено                                    | —                                            | Ні              |
| Польща                              | Січень 2013    | Реєстроване партнерство | —                                             | —                                            | Провалено                                    | Провалено                                    | —                                            | Ні              |
| Польща                              | Січень 2013    | Реєстроване партнерство | —                                             | —                                            | Провалено                                    | Провалено                                    | —                                            | Ні              |
| Польща                              | Січень 2013    | Угода про партнерство | —                                             | —                                            | Провалено                                    | Провалено                                    | —                                            | Ні              |
| Німеччина                           | Березень 2013  | Реєстроване партнерство (розширення: закон про податки)                                                                                            | Ухвалено                                      | Ухвалено                                     | —                                            | —                                            | —                                            | Ні              |
| Німеччина                           | Березень 2013  | Шлюб | Ухвалено                                      | Ухвалено                                     | —                                            | —                                            | —                                            | Ні              |
| Нова Зеландія                       | Квітень 2013   | Шлюб | Н/Д                                           | Н/Д                                          | 77                                           | 44                                           | Підписано                                    | Так             |
| Колумбія                            | Квітень 2013   | Шлюб | 17                                            | 51                                           | —                                            | —                                            | —                                            | Ні              |
| Уругвай                             | Травень 2013   | Шлюб | 23                                            | 8                                            | 71                                           | 21                                           | Підписано                                    | Так             |
| Португалія                          | Травень 2013   | Шлюб (розширення: право на всиновлення) | Н/Д                                           | Н/Д                                          | 77                                           | 104                                          | —                                            | Ні              |
| Португалія                          | May 2013       | Шлюб (розширення: право на всиновлення) | Н/Д                                           | Н/Д                                          | Провалено                                    | Провалено                                    | —                                            | Ні              |
| Портуґалія                          | May 2013       | Шлюб (розширення: право на всиновлення) | Н/Д                                           | Н/Д                                          | Провалено                                    | Провалено                                    | —                                            | Ні              |
| Франція                             | Травень 2013   | Шлюб | 171                                           | 165                                          | 331                                          | 225                                          | Підписано                                    | Так             |
| Австралія                           | Червень 2013   | Визнання шлюбів, укладених за кордоном | 28                                            | 44                                           | —                                            | —                                            | —                                            | Ні              |
| Німеччина                           | Липень 2013    | Реєстроване партнерство (розширення: закон про податки)                                                                                            | Ухвалено                                      | Ухвалено                                     | Ухвалено                                     | Ухвалено                                     | Підписано                                    | Так             |
| Велика Британія (Англія і Вельс)    | Липень 2013    | Шлюб | Ухвалено                                      | Ухвалено                                     | 366                                          | 161                                          | Підписано                                    | Так             |
| Австрія                             | Липень 2013    | Реєстроване партнерство (розширення: право на встановлення)                                                                                        | 45                                            | 8                                            | Ухвалено                                     | Ухвалено                                     | Підписано                                    | Так             |
| Нідерланди                          | Грудень 2013   | Шлюб (розширення: автоматичне батьківство) | Ухвалено                                      | Ухвалено                                     | Ухвалено                                     | Ухвалено                                     | Підписано                                    | Так             |
| Португалія                          | Березень 2014  | Шлюб (розширення: право на всиновлення) | Н/Д                                           | Н/Д                                          | 107                                          | 112                                          | —                                            | Ні              |
| Мальта                              | Квітень 2014   | Цивільний союз (мальт. unjoni ċivili, англ. civil union)                                                                                           | Н/Д                                           | Н/Д                                          | 37                                           | 0                                            | Підписано                                    | Так             |
| Бельгія                             | May 2014       | Шлюб (розширення: автоматичне батьківство) | 48                                            | 2                                            | 114                                          | 10                                           | Підписано                                    | Так             |
| Німеччина                           | Травень 2014   | Реєстроване партнерство (розширення: право на всиновлення)                                                                                         | —                                             | —                                            | 111                                          | 432                                          | —                                            | Ні              |
| Андорра                             | Травень 2014   | Шлюб | Н/Д                                           | Н/Д                                          | 6                                            | 21                                           | —                                            | Ні              |
| Німеччина                           | Червень 2014   | Реєстроване партнерство (розширення: право на всиновлення)                                                                                         | Ухвалено                                      | Ухвалено                                     | Ухвалено                                     | Ухвалено                                     | Підписано                                    | Так             |
| Румунія                             | Червень 2014   | Цивільне партнерство | 2                                             | 110                                          | 4                                            | 298                                          | —                                            | Ні              |
| Люксембург                          | Червень 2014   | Шлюб | Н/Д                                           | Н/Д                                          | 56                                           | 4                                            | Н/Д                                          | Так             |
| Хорватія                            | Липень 2014    | Партнерство (хорв. životno partnerstvo) | Н/Д                                           | Н/Д                                          | 89                                           | 16                                           | Н/Д                                          | Так             |
| Німеччина                           | Липень 2014    | Реєстроване партнерство (розширення: закон про податки)                                                                                            | Ухвалено                                      | Ухвалено                                     | Ухвалено                                     | Ухвалено                                     | Підписано                                    | Так             |
| Сан-Марино                          | Вересень 2014  | Визнання шлюбів, укладених за кордоном | Н/Д                                           | Н/Д                                          | 15                                           | 35                                           | —                                            | Ні              |
| Аргентина                           | Жовтень 2014   | Союз для співжиття (ісп. unión convivencial) | Ухвалено                                      | Ухвалено                                     | Ухвалено                                     | Ухвалено                                     | Підписано                                    | Так             |
| Андорра                             | Грудень 2014   | Цивільний союз (кат. unió civil) | Н/Д                                           | Н/Д                                          | 20                                           | 3                                            | Підписано                                    | Так             |
| Португалія                          | Січень 2015    | Шлюб (розширення: право на всиновлення) | Н/Д                                           | Н/Д                                          | 89                                           | 119                                          | —                                            | Ні              |
| Португалія                          | Січень 2015    | Шлюб (розширення: право на всиновлення) | Н/Д                                           | Н/Д                                          | 91                                           | 119                                          | —                                            | Ні              |
| Португалія                          | Січень 2015    | Шлюб (розширення: право на всиновлення) | Н/Д                                           | Н/Д                                          | 91                                           | 120                                          | —                                            | Ні              |
| Португалія                          | Січень 2015    | Шлюб (розширення: допоміжні репродуктивні технології)                                                                                              | Н/Д                                           | Н/Д                                          | Провалено                                    | Провалено                                    | —                                            | Ні              |
| Ірландія                            | Квітень 2015   | Цивільне партнерство й нереєстроване співжиття (розширення: право на всиновлення)                                                                  | 20                                            | 2                                            | Ухвалено                                     | Ухвалено                                     | Підписано                                    | Так             |
| Чилі                                | Квітень 2015   | Угода про цивільний союз (ісп. acuerdo de unión civil)                                                                                             | 25                                            | 6                                            | 78                                           | 9                                            | Підписано                                    | Так             |
| Еквадор                             | Червень 2015   | Де-факто союз (розширення) | Н/Д                                           | Н/Д                                          | 89                                           | 1                                            | Підписано                                    | Так             |
| Ізраїль                             | Липень 2015    | Цивільний союз | Н/Д                                           | Н/Д                                          | 39                                           | 50                                           | —                                            | Ні              |
| Ізраїль                             | Липень 2015    | Шлюб | Н/Д                                           | Н/Д                                          | 39                                           | 50                                           | —                                            | Ні              |
| Ірландія                            | Серпень 2015   | Шлюб (поправка до конституції) | 29                                            | 3                                            | Ухвалено                                     | Ухвалено                                     | Підписано                                    | Так             |
| Ірландія                            | Серпень 2015   | Шлюб (поправка до конституції) | Конкретний конституційний референдум (62.07%) |                                              |                                              |                                              | Підписано                                    | Так             |
| Ірландія                            | Жотвень 2015   | Шлюб (статутне законодавство) | Ухвалено                                      | Ухвалено                                     | Ухвалено                                     | Ухвалено                                     | Підписано                                    | Так             |
| Німеччина                           | Листопад 2015  | Реєстроване партнерство (розширення) | Ухвалено                                      | Ухвалено                                     | Ухвалено                                     | Ухвалено                                     | Підписано                                    | Так             |
| Кіпр                                | Грудень 2015   | Цивільне співжиття (грец. πολιτική συμβίωση, тур. sivil birlikte yaşama)                                                                           | Н/Д                                           | Н/Д                                          | 39                                           | 12                                           | Підписано                                    | Так             |
| Румунія                             | Грудень 2015   | Цивільне партнерство | 8                                             | 49                                           | Провалено                                    | Провалено                                    | —                                            | Ні              |
| Словенія                            | Грудень 2015   | Шлюб | Н/Д                                           | Н/Д                                          | 51                                           | 28                                           | —                                            | Ні              |
| Словенія                            | Грудень 2015   | Шлюб | Конкретний референдум (36.53%)                |                                              |                                              |                                              | —                                            | Ні              |
| Греція                              | Грудень 2015   | Угода про співжиття (грец. σύμφωνο συμβίωσης) | Н/Д                                           | Н/Д                                          | 194                                          | 55                                           | Підписано                                    | Так             |
| Естонія                             | Жовтень 2014   | Угода про співжиття (рамковий закон) (ест. kooselulepingu)                                                                                         | Н/Д                                           | Н/Д                                          | 40                                           | 38                                           | Підписано                                    | Так             |
| Естонія                             | Січень 2016    | Угода про співжиття (імплементаційний закон) | Н/Д                                           | Н/Д                                          | Провалено                                    | Провалено                                    | —                                            | Ні              |
| Португалія                          | Лютий 2016     | Шлюб і де-факто союз (розширення: право на всиновлення)                                                                                            | Н/Д                                           | Н/Д                                          | Ухвалено                                     | Ухвалено                                     | Ветовано                                     | Так             |
| Ізраїль                             | Лютий 2016     | Цивільний союз | Н/Д                                           | Н/Д                                          | 40                                           | 47                                           | —                                            | Ні              |
| Швейцарія                           | Березень 2016  | Реєстроване партнерство (розширення: право на іміграцію)                                                                                           | —                                             | —                                            | 122                                          | 62                                           | —                                            | Ні              |
| Люксембург                          | Квітень 2016   | Визнання шлюбів укладених перед 1 січня 2015 | Н/Д                                           | Н/Д                                          | 50                                           | 3                                            | Н/Д                                          | Так             |
| Словенія                            | Квітень 2016   | Партнерство (розширення) (словен. partnerska zveza)                                                                                                | Н/Д                                           | Н/Д                                          | 54                                           | 15                                           | Н/Д                                          | Так             |
| Італія                              | May 2016       | Цивільний союз й угода про співжиття (італ. unione civile)                                                                                         | 173                                           | 71                                           | 372                                          | 51                                           | Підписано                                    | Так             |
| Португалія                          | Червень 2016   | Шлюб і де-факто союз (розширення: допоміжні репродуктивні технології)                                                                              | Н/Д                                           | Н/Д                                          | Ухвалено                                     | Ухвалено                                     | Підписано                                    | Так             |
| Швейцарія                           | Червень 2016   | Реєстроване партнерство (розширення: право на всиновлення)                                                                                         | 25                                            | 14                                           | 125                                          | 68                                           | Н/Д                                          | Так             |
| Ліхтенштейн                         | Листопад 2016  | Реєстроване партнерство (розширення) | Н/Д                                           | Н/Д                                          | 25                                           | 0                                            | Підписано                                    | Так             |
| Греція                              | Грудень 2016   | Угода про спіжиття (розширення) | Н/Д                                           | Н/Д                                          | 201                                          | 21                                           | Підписано                                    | Так             |
| Австрія                             | Грудень 2016   | Реєстроване партнерство (розширення) | Ухвалено                                      | Ухвалено                                     | Ухвалено                                     | Ухвалено                                     | Підписано                                    | Так             |
| Фінляндія                           | Лютий 2015     | Шлюб (рамковий закон) | Н/Д                                           | Н/Д                                          | 101                                          | 90                                           | Підписано                                    | Так             |
| Фінляндія                           | Квітень 2016   | Шлюб (закон про реалізацію) | Н/Д                                           | Н/Д                                          | 106                                          | 42                                           | Підписано                                    | Так             |
| Фінляндія                           | Січень 2017    | Шлюб (закон про реалізацію) | Н/Д                                           | Н/Д                                          | 128                                          | 28                                           | Підписано                                    | Так             |
| Мальта                              | Квітень 2017   | Співжиття (мальт. koabitazzjoni, англ. cohabitation)                                                                                               | Н/Д                                           | Н/Д                                          | Ухвалено                                     | Ухвалено                                     | Підписано                                    | Так             |
| Литва                               | Червень 2017   | Партнерство | Н/Д                                           | Н/Д                                          | 29                                           | 59                                           | —                                            | Ні              |
| Ірландія                            | Липень 2017    | Цивільне партнерство й нереєстроване співжиття (розширення: право на всиновлення)                                                                  | Ухвалено                                      | Ухвалено                                     | Ухвалено                                     | Ухвалено                                     | Підписано                                    | Так             |
| Німеччина                           | Липень 2017    | Шлюб | Ухвалено                                      | Ухвалено                                     | 393                                          | 226                                          | Підписано                                    | Так             |
| Мальта                              | Серпень 2017   | Шлюб | Н/Д                                           | Н/Д                                          | 66                                           | 1                                            | Підписано                                    | Так             |
| Чилі                                | Листопад 2017  | Угода про цивільний союз (розширення) | 15                                            | 0                                            | 70                                           | 0                                            | Підписано                                    | Так             |
| Австралія                           | Грудень 2017   | Шлюб | 43                                            | 12                                           | 131                                          | 4                                            | Підписано                                    | Так             |
| Фінляндія                           | Квітень 2018   | Шлюб (розширення: автоматичне батьківство) | Н/Д                                           | Н/Д                                          | 122                                          | 42                                           | Підписано                                    | Так             |
| Греція                              | Травень 2018   | Угода про співжиття (розширення: виховання прийомних дітей)                                                                                        | Н/Д                                           | Н/Д                                          | Ухвалено                                     | Ухвалено                                     | Підписано                                    | Так             |
| Ізраїль                             | Червень 2018   | Шлюб | Н/Д                                           | Н/Д                                          | 39                                           | 42                                           | —                                            | Ні              |
| Мальта                              | Червень 2018   | Шлюб, цивільний союз і співжиття (розширення: допоміжні репродуктивні технології)                                                                  | Н/Д                                           | Н/Д                                          | 34                                           | 27                                           | Підписано                                    | Так             |
| Словаччина                          | Вересень 2018  | Реєстроване партнерство | Н/Д                                           | Н/Д                                          | Провалено                                    | Провалено                                    | —                                            | Ні              |
| Сан-Марино                          | Листопад 2018  | Цивільний союз (італ. unione civile) | Н/Д                                           | Н/Д                                          | 40                                           | 4                                            | Підписано                                    | Так             |
| Мексика                             | Листопад 2018  | Шлюб (кодифікація на федеральному рівні) | 110                                           | 0                                            | 415                                          | 0                                            | Опубліковано                                 | Так             |
| Куба                                | Грудень 2018   | Шлюб | Н/Д                                           | Н/Д                                          | Провалено                                    | Провалено                                    | —                                            | Ні              |
| Німеччина                           | Грудень 2018   | Шлюб (кодифікація) | Ухвалено                                      | Ухвалено                                     | Ухвалено                                     | Ухвалено                                     | Підписано                                    | Так             |
| Румунія                             | Березень 2019  | Цивільне партнерство | 2                                             | 68                                           | Провалено                                    | Провалено                                    | —                                            | Ні              |
| Тайвань                             | Травень 2019   | Шлюб | Н/Д                                           | Н/Д                                          | Ухвалено                                     | Ухвалено                                     | Підписано                                    | Так             |
| Австрія                             | Липень 2019    | Шлюб (розширення) | Ухвалено                                      | Ухвалено                                     | Ухвалено                                     | Ухвалено                                     | Н/Д                                          | Так             |
| Велика Британія (Північна Ірландія) | Липень 2019    | Шлюб | Ухвалено                                      | Ухвалено                                     | Ухвалено                                     | Ухвалено                                     | Підписано                                    | Так             |
| Чорногорія                          | Липень 2019    | Партнерство | Н/Д                                           | Н/Д                                          | 38                                           | 4                                            | —                                            | Ні              |
| Монако                              | Грудень 2019   | Угода про співжиття (фр. contrat de vie commune)                                                                                                   | Н/Д                                           | Н/Д                                          | Ухвалено                                     | Ухвалено                                     | Підписано                                    | Так             |
| Чорногорія                          | Липень 2020    | Партнерство (чорн. životno partnerstvo / животно партнерство)                                                                                      | Н/Д                                           | Н/Д                                          | 42                                           | 5                                            | Підписано                                    | Так             |
| Литва                               | Травень 20210  | Партнерство | Н/Д                                           | Н/Д                                          | 63                                           | 58                                           | —                                            | Ні              |
| Сан-Марино                          | Червень 2021   | Цивільний союз (розширення) | Н/Д                                           | Н/Д                                          | 31                                           | 1                                            | Підписано                                    | Так             |
| Франція                             | Серпень 2021   | Шлюб (розширення: допоміжні репродуктивні технології)                                                                                              | 326                                           | 115                                          | Ухвалено                                     | Ухвалено                                     | Підписано                                    | Так             |
| Швейцарія                           | Вересень 2021  | Шлюб | 22                                            | 15                                           | 132                                          | 52                                           | —                                            | Так             |
| Швейцарія                           | Вересень 2021  | Шлюб | Конкретний референдум (64,1%)                 |                                              |                                              |                                              |                                              | Так             |
| Чилі                                | Грудень 2021   | Шлюб | 21                                            | 8                                            | 80                                           | 20                                           | Підписано                                    | Так             |
| Чилі                                | Грудень 2021   | Угода про цивільний союз (розширення: право на всиновалення)                                                                                       | Включено до законопроєкту про шлюб            | Включено до законопроєкту про шлюб           | Включено до законопроєкту про шлюб           | Включено до законопроєкту про шлюб           | Включено до законопроєкту про шлюб           | Так             |
| Андорра                             | Серпень 2022   | Шлюб | Н/Д                                           | Н/Д                                          | 18                                           | 6                                            | Підписано                                    | Так             |
| Куба                                | Липень 2022    | Шлюб і цивільний союз | Н/Д                                           | Н/Д                                          | Ухвалено                                     | Ухвалено                                     | Підписано                                    | Так             |
| Куба                                | Вересень 2022  | Шлюб і цивільний союз | Конкретний референдум (66,87%)                | Конкретний референдум (66,87%)               | Конкретний референдум (66,87%)               | Конкретний референдум (66,87%)               | Конкретний референдум (66,87%)               | Так             |
| Словенія                            | Жовтень 2022   | Шлюб і право на всиновлення (кодифікація) | 17                                            | 11                                           | 48                                           | 29                                           | Відкладальне вето                            | Так             |
| Словенія                            | Жовтень 2022   | Шлюб і право на всиновлення (кодифікація) | Н/Д                                           | Н/Д                                          | 51                                           | 24                                           | Опубліковано                                 | Так             |
| Словаччина                          | Жовтень 2022   | Цивільне співжиття | Н/Д                                           | Н/Д                                          | 31                                           | 53                                           | —                                            | Ні              |
| Сполучені Штати                     | Грудень 2022   | Шлюб (кодифікація на федеральному рівні) | 61                                            | 36                                           | 259                                          | 168                                          | Підписано                                    | Так             |
| Латвія                              | Грудень 2022   | Цивільний союз | Н/Д                                           | Н/Д                                          | —                                            | —                                            | Провалено                                    | Ні              |
| Перу                                | Грудень 2022   | Шлюб | Н/Д                                           | Н/Д                                          | —                                            | —                                            | Провалено                                    | Ні              |
| Андорра                             | Січень 2023    | Шлюб (кодифікація) | Н/Д                                           | Н/Д                                          | 23                                           | 1                                            | Підписано                                    | Так             |
| Тайвань                             | Червень 2023   | Шлюб (розширення: право на всиновлення) | Н/Д                                           | Н/Д                                          | Ухвалено                                     | Ухвалено                                     | Підписано                                    | Так             |
| Естонія                             | Червень 2023   | Шлюб | Н/Д                                           | Н/Д                                          | 55                                           | 34                                           | Підписано                                    | Так             |
| Латвія                              | Січень 2024    | Партнерство (латис. partnerība) | Н/Д                                           | Н/Д                                          | 53                                           | 43                                           | Підписано                                    | Так             |
| Греція                              | Лютий 2024     | Шлюб | Н/Д                                           | Н/Д                                          | 175                                          | 77                                           | Підписано                                    | Так             |
| Чехія                               | Квітень 2024   | Партнерство (розширення) (чеськ. partnerství) | Ухвалено                                      | Ухвалено                                     | 123                                          | 36                                           | Підписано                                    | Так             |
| Ліхтенштейн                         | Липень 2024    | Шлюб | Н/Д                                           | Н/Д                                          | 24                                           | 1                                            | Підписано                                    | Так             |
| Таїланд                             | Вересень 2024  | Шлюб | 130                                           | 4                                            | 400                                          | 10                                           | Підписано                                    |                 |
| Сан-Марино                          | Грудень 2017   | Шлюб (для іноземних пар) (загальна згода) | Н/Д                                           | Н/Д                                          | 25                                           | 20                                           | Підписано                                    |                 |
| Сан-Марино                          | Невідомо       | Шлюб (для іноземних пар) (статутний закон) | Н/Д                                           | Н/Д                                          |                                              |                                              |                                              |                 |
| Венесуела                           | Невідомо       | Шлюб | Н/Д                                           | Н/Д                                          | Запропоновано                                | Запропоновано                                |                                              |                 |
| Індія                               | Невідомо       | Шлюб |                                               |                                              | Запропоновано                                | Запропоновано                                |                                              |                 |
| Литва                               | Невідомо       | Цивільний союз | Н/Д                                           | Н/Д                                          | Очікується                                   | Очікується                                   |                                              |                 |
| Перу                                | Невідомо       | Шлюб | Н/Д                                           | Н/Д                                          | Запропоновано                                | Запропоновано                                |                                              |                 |
| Південна Корея                      | Невідомо       | Шлюб |                                               |                                              | Запропоновано                                | Запропоновано                                |                                              |                 |
| Словаччина                          | Невідомо       | Співжиття |                                               |                                              | Запропоновано                                | Запропоновано                                |                                              |                 |
| Україна                             | Невідомо       | Цивільне партнерство | Н/Д                                           | Н/Д                                          | Запропоновано                                | Запропоновано                                |                                              |                 |
| Філіппіни                           | Невідомо       | Цивільне партнерство |                                               |                                              | Запропоновано                                | Запропоновано                                |                                              |                 |
| Чехія                               | Невідомо       | Шлюб |                                               |                                              | Запропоновано                                | Запропоновано                                |                                              |                 |
| Японія                              | Невідомо       | Шлюб |                                               |                                              | Запропоновано                                | Запропоновано                                |                                              |                 |

Примітки:
1. ↑  Rauch, Jonathan (13 червня, 2004). Virginia's New Jim Crow. Washington Post. Архів оригіналу за 6 квітня 2019. Процитовано 9 вересня, 2009.
2. 1 2 3 4 5  Waaldijk, Kees. Major legal consequences of marriage, cohabitation and registered partnership for different-sex and same-sex partners in the Netherlands (PDF). INED. Архів оригіналу (PDF) за 3 березня 2016. Процитовано 27 жовтня 2013.
3. 1 2 3 4 5  International trends in legal recognition of same-sex couples. Irish Human Rights and Equality Commission. 16 жовтня 2004. Архів оригіналу за 28 січня 2016. Процитовано 22 грудня 2015.
4. ↑  Same-Sex Dutch Couples Gain Marriage and Adoption Rights. Nytimes.com. 20 грудня 2000. Архів оригіналу за 4 березня 2016. Процитовано 26 грудня 2011.
5. ↑  Dutch Legislators Approve Full Marriage Rights for Gays. Nytimes.com. 13 вересня 2000. Архів оригіналу за 27 березня 2019. Процитовано 26 грудня 2011.
6. ↑  Newton, David E. Same-Sex Marriage: A Reference Handbook. Greenwood Publishing Group. Архів оригіналу за 15 січня 2016. Процитовано 5 січня 2014.
7. ↑  1985-86, 1. samling - L 138 (oversigt): Forslag til lov om ændring af lov om afgift af arv og gave. (Lempelse af arveafgiften for samlevende søskende og samlevende personer af samme køn) (дан.). webarkiv.ft.dk. Архів оригіналу за 4 березня 2016. Процитовано 5 листопада 2015.
8. ↑  Jänterä-Jareborg, Maarit; Brattström, Margareta; Eriksson, LisaMarie (March 2015). National Report: Sweden (PDF). Commission of European Family Law. Архів оригіналу (PDF) за 30 жовтня 2015. Процитовано 5 листопада 2015.
9. ↑  Boele-Woelki, Katharina; Fuchs, Angelika. Legal recognition of same-sex couples in Europe. Google Books. Процитовано 9 вересня 2009.
10. ↑  Governments that have recognized same-sex relationships. Religious Tolerance. Архів оригіналу за 25 листопада 2001. Процитовано 9 вересня 2009.
11. 1 2  Asland, John; Waaldijk, Kees. Major legal consequences of marriage, cohabitation and registered partnership for different-sex and same-sex partners in Norway (PDF). INED. Архів оригіналу (PDF) за 27 листопада 2008. Процитовано 9 вересня 2009.
12. ↑  International Recognition of Same-Sex Relationships. University of Minnesota. Архів оригіналу за 29 липня 2008. Процитовано 9 вересня 2009.
13. ↑  Sarcevic, Petar; Volken, Paul. Yearbook of Private International Law. Google Books. Архів оригіналу за 28 липня 2020. Процитовано 9 вересня 2009.
14. ↑  Wockner, Rex (June 1996). Hungary recognises common-law gay marriage. ILGA Europe. Архів оригіналу за 12 січня 2016. Процитовано 9 вересня 2009.
15. ↑  JensenSteffen (June 1996). Partnership law in Iceland. ILGA Euroletter. Архів оригіналу за 12 січня 2016. Процитовано 9 вересня 2009.
16. ↑  320. mál lagafrumvarp Lög nr. 87/1996, 120. löggjafarþingi (ісл.). Althingi. Архів оригіналу за 28 січня 2016. Процитовано 12 вересня 2012.
17. 1 2  Postavenie sexuálnych menšín (PDF) (словац.). aspekt.sk. Архів оригіналу (PDF) за 1 листопада 2015. Процитовано 5 листопада 2015.
18. ↑  Study on Homophobia, Transphobia and Discrimination on Grounds of Sexual Orientation and Gender Identity - Legal Report: Andorra (PDF). Архів оригіналу (PDF) за 4 березня 2016. Процитовано 4 червня 2019.
19. ↑  Bluhm, Michael (June 1998). Czech Republic: No Marriages for Gays and Lebians. ILGA Europe. Архів оригіналу за 7 березня 2009. Процитовано 4 жовтня 2010.
20. ↑  Leonard, Arthur S. (November 1998). Lesbian/Gay Law Notes (PDF). INED. Архів оригіналу (PDF) за 2 червня 2010. Процитовано 13 вересня 2012.
21. ↑  De Schutter, Kees, Olivier; Waalkijk. Major legal consequences of marriage, cohabitation and registered partnership for different-sex and same-sex partners in Belgium (PDF). INED. Архів оригіналу (PDF) за 2 червня 2010. Процитовано 13 вересня 2012.
22. ↑  Wetsontwerp tot invoering van de wettelijke samenwoning (нід.). Senate.be. Архів оригіналу за 28 січня 2016. Процитовано 4 липня 2015.
23. ↑  GayLawNet Laws Sweden. GayLawNet. Архів оригіналу за 8 вересня 2015. Процитовано 27 листопада 2015.
24. ↑  1998-99, 1. samling - L 70 A (oversigt): Forslag til lov om ændring af lov om registreret partnerskab. (Ændring af betingelserne for indgåelse af registreret partnerskab og stedbarnsadoption for registrerede partnere) (дан.). Webarkiv.dk. Архів оригіналу за 4 березня 2016. Процитовано 13 вересня 2012.
25. ↑  Loi n° 99-944 du 15 novembre 1999 relative au pacte civil de solidarité (фр.). Legifrance. Архів оригіналу за 16 серпня 2019. Процитовано 5 листопада 2015.
26. ↑  Kotisova, Miluska. No to registered partnership in the Czech Republic. ILGA Euroletter. Архів оригіналу за 21 вересня 2008. Процитовано 9 вересня 2009.
27. ↑  Wockner, Rex. Canadian Partner Bill Passes House of Commons. ILGA Euroletter. Архів оригіналу за 27 лютого 2012. Процитовано 13 вересня 2012.
28. ↑  Chronology: Same-sex marriage. Canwest News Service. canada.com. 7 жовтня 2005. Архів оригіналу за 12 листопада 2015. Процитовано 5 листопада 2015.
29. ↑  BILL C-23. Архів оригіналу за 22 грудня 2015. Процитовано 4 червня 2019.
30. ↑  Adoption of Stepchildren in Gay and Lesbian Families in Iceland. Gay Ottawa Now!. 13 червня 2000. Архів оригіналу за 28 січня 2016. Процитовано 4 червня 2019.
31. ↑  Gay Marriage Goes Dutch. CBS news. 1 квітня 2001. Архів оригіналу за 28 січня 2016. Процитовано 6 березня 2011.
32. ↑  Same-Sex Marriage Legalized in Amsterdam. CNN. 1 квітня 2001. Архів оригіналу за 3 березня 2016. Процитовано 5 листопада 2015.
33. ↑  Lov om endringer i lov 30. april 1993 nr. 40 om registrert partnerskap (норв.). Storting. Архів оригіналу за 9 грудня 2018. Процитовано 11 квітня 2016.
34. ↑  Gesetz über die Eingetragene Lebenspartnerschaft (Lebenspartnerschaftsgesetz - LPartG) (нім.). Bundesministerium für Justiz und für Verbraucherschutz. Архів оригіналу за 26 серпня 2021. Процитовано 5 листопада 2015.
35. ↑  N.o109 (PDF) (порт.). Diário da República Eletrónico. Архів оригіналу (PDF) за 24 грудня 2012. Процитовано 5 листопада 2015.
36. ↑  AR altera lei das uniões de facto (порт.). tvi24. 3 липня 2009. Архів оригіналу за 30 жовтня 2015. Процитовано 5 листопада 2015.
37. ↑  Property (Relationships) Amendment Act 2001. New Zealand Legislation. Архів оригіналу за 24 лютого 2019. Процитовано 13 вересня 2012.
38. ↑  Kaczorowski, Craig. Prague. glbtq.com. Архів оригіналу за 30 червня 2015. Процитовано 27 жовтня 2013.
39. ↑  Registered partnership. Government of Norway. 12 грудня 2001. Архів оригіналу за 28 січня 2016. Процитовано 4 червня 2019.
40. ↑  Lov om endringer i lov 28. februar 1986 nr. 8 om adopsjon og i lov 30. april 1993 nr. 40 om registrert partnerskap (норв.). Storting. Архів оригіналу за 14 грудня 2013. Процитовано 11 квітня 2016.
41. ↑  Parliament narrowly passes law allowing same-sex registration. Helsingin Sanomat. 28 вересня 2001. Архів оригіналу за 12 січня 2016. Процитовано 13 вересня 2012.
42. ↑  Merin, Yuval. Equality for same-sex couples. Google Books. Архів оригіналу за 13 березня 2020. Процитовано 9 вересня 2009.
43. ↑  Sweden legalises gay adoption. BBC News. 6 червня 2002. Архів оригіналу за 29 червня 2019. Процитовано 22 квітня 2014.
44. ↑  Wetsvoorstel tot openstelling van het huwelijk voor personen van hetzelfde geslacht en tot wijziging van een aantal bepalingen van het Burgerlijk Wetboek (нід.). senate.be. Архів оригіналу за 24 вересня 2015. Процитовано 4 липня 2015.
45. ↑  2002-03 - L 91 (oversigt): Forslag til lov om ændring af adoptionsloven og lov om registreret partnerskab. (Ligestilling mellem registreret partnerskab og ægteskab ved adoption) (дан.). Webarkiv.dk. Архів оригіналу за 3 березня 2016. Процитовано 13 вересня 2012.
46. ↑  2002-03 - L 93 (oversigt): Forslag til lov om ændring af lov om registreret partnerskab. (Ligestilling mellem registreret partnerskab og heteroseksuelle ægtefæller med hensyn til fremmedadoption af danske og udenlandske børn) (дан.). Webarkiv.dk. Архів оригіналу за 4 березня 2016. Процитовано 13 вересня 2012.
47. ↑  2002-03 - L 129 (oversigt): Forslag til lov om ændring af lov om registreret partnerskab. (Ophævelse af kravet om statsborgerskab eller bopæl her i landet ved registrering af partnerskab) (дан.). Webarkiv.dk. Архів оригіналу за 4 березня 2016. Процитовано 13 вересня 2012.
48. ↑  2002-03 - L 119 (oversigt): Forslag til lov om ændring af adoptionsloven. (Adgang til stedbarnsadoption for registreret partner fra barnets fødsel) (дан.). Webarkiv.dk. Архів оригіналу за 19 травня 2014. Процитовано 13 вересня 2012.
49. ↑  116 22.7.2003 Zakon o istospolnim zajednicama (хор.). Narodne-novine.nn.hr. 22 липня 2003. Архів оригіналу за 4 березня 2016. Процитовано 19 серпня 2013.
50. ↑  4110 - Proposition de loi sur l'union libre (фр.). Chamber of Deputies. Архів оригіналу за 16 березня 2016. Процитовано 11 лютого, 2016.
51. ↑  4162 - Proposition de loi sur la réforme du mariage (фр.). Chamber of Deputies. Архів оригіналу за 16 березня 2016. Процитовано 11 лютого, 2016.
52. ↑  4946 - Projet de loi relative aux effets légaux de certains partenariats (фр.). Chamber of Deputies. Архів оригіналу за 28 січня 2016. Процитовано 11 січня, 2014.
53. ↑  Panama: Support Civil Union Proposal Now under Attack by the Catholic Church. IGLHRC. 16 вересня 2004. Архів оригіналу за 30 червня 2012. Процитовано 9 серпня 2005.
54. ↑  Gesetz zur Überarbeitung des Lebenspartnerschaftsrechts (LPartRÜG k.a.Abk.) (нім.). buzer.de. Архів оригіналу за 28 січня 2016. Процитовано 5 листопада 2015.
55. ↑  Grew, Tony (11 червня 2008). Norway legalises gay marriage. Pink News. Архів оригіналу за серпня 7, 2010. Процитовано 21 грудня 2009.
56. ↑  Civil Partnership Act 2004 (c. 33). Uk-legislation.hmso.gov.uk. 18 листопада 2004. Архів оригіналу за 23 березня 2010. Процитовано 25 лютого, 2010.
57. ↑  Care of Children Act 2004. Parliamentary Conscience Votes Database. Архів оригіналу за 3 листопада 2015. Процитовано 6 листопада 2015.
58. ↑  Orsman, Bernard (10 грудня 2004). Mayor stuns gays with abuse claim. The New Zealand Herald. Архів оригіналу за 11 листопада 2011. Процитовано 25 лютого, 2010.
59. ↑  Mikule, Martin (14 лютого, 2005). Czech Gay and Lesbian League upset about repeated rejection of same sex partnerships. Radio Prague. Архів оригіналу за 28 січня 2016. Процитовано 5 листопада 2015.
60. ↑  Llei 4/2005 del 21 de febrer, qualificada de les unions estables de parella (PDF) (кат.). ILGA Europe. Архів оригіналу (PDF) за 23 січня, 2013. Процитовано 5 листопада 2015.
61. ↑  Hvastja, Gregor (3 липня 2004). Istospolni in heterospolni (словен.). Mladina. Архів оригіналу за 3 квітня 2015. Процитовано 5 листопада 2015.
62. ↑  Relationships (Statutory References) Act 2005. New Zealand Legislation. Архів оригіналу за 2 квітня 2015. Процитовано 13 вересня 2012.
63. ↑  Relationships (Statutory References) Act. Parliamentary Conscience Votes Database. Архів оригіналу за квітня 28, 2012. Процитовано 13 вересня 2012.
64. ↑  Ja till lesbisk insemination (швед.). Svenska Dagbladet. 3 червня 2005. Архів оригіналу за 18 грудня 2019. Процитовано 22 березня 2009.
65. ↑  Swiss vote to join Schengen area. Swissinfo.ch. 5 червня 2005. Архів оригіналу за 16 червня 2012. Процитовано 25 лютого, 2010.
66. ↑  Spain approves liberal gay marriage law. St. Petersburg Times. 1 липня 2005. Архів оригіналу за 21 липня 2014. Процитовано 8 січня, 2007.
67. ↑  Foust, Michael (30 листопада 2005). In Canadian political tussle, 'gay marriage' could be reversed. Baptist Press. Архів оригіналу за 6 березня 2012. Процитовано 12 вересня 2012.
68. ↑  Zakon O Registraciji Istospolne Partnerske Skupnosti (ZRIPS) (словен.). uradni-list.si. Архів оригіналу за 28 січня 2016. Процитовано 5 листопада 2015.
69. ↑  Slobodna Dalmacija (хор.). Arhiv.slobodnadalmacija.hr. 18 жовтня 2005. Архів оригіналу за 10 січня 2014. Процитовано 19 серпня 2013.
70. ↑  Czech MPs approve gay rights law. BBC News. 15 березня 2006. Архів оригіналу за 2 листопада 2012. Процитовано 12 вересня 2012.
71. ↑  Belgium moves to allow gay adoption. Euronews. 2 грудня 2005. Архів оригіналу за 31 грудня 2019. Процитовано 5 листопада 2015.
72. ↑  Belgium passes gay adoption law. BBC News. 21 квітня 2006. Архів оригіналу за 21 липня 2014. Процитовано 5 листопада 2015.
73. 1 2  Ley 14/2006, de 26 de mayo, sobre técnicas de reproducción humana asistida. Архів оригіналу за 22 листопада 2015. Процитовано 4 червня 2019.
74. ↑  "National Report: Denmark", authored by Christina G. Jeppesen de Boer and Annette Kronborg, American University Journal of Gender Social Policy and Law, volume 19, number 1, page 119, 2011 (footnote 21 references Act No. 535). Архів оригіналу за 5 листопада 2013. Процитовано 4 червня 2019.
75. ↑  Gunnarsdottir, Hrafnhildur (12 червня 2006). Important Improvements in Gay and Lesbian Rights in Iceland. ILGA Europe. Архів оригіналу за 27 лютого, 2012. Процитовано 12 вересня 2012.
76. ↑  340. mál lagafrumvarp Lög nr. 65/2006, 132. löggjafarþingi (ісл.). Althingi. Архів оригіналу за 4 лютого 2013. Процитовано 12 вересня 2012.
77. ↑  Loi n° 2006-728 du 23 juin 2006 portant réforme des successions et des libéralités (фр.). Legifrance. Архів оригіналу за 16 березня 2016. Процитовано 12 вересня 2012.
78. ↑  SA same-sex marriage law signed. BBC News. 30 листопада 2006. Архів оригіналу за 20 липня 2014. Процитовано 12 липня 2011.
79. ↑  INTI PROJECT: “BE NATURALIZED” REPORT ON NATURALISATION IN PORTUGAL. Архів оригіналу за 26 вересня 2021. Процитовано 4 червня 2019.
80. ↑  Finland passes new fertility legislation. Архів оригіналу за 28 січня 2016. Процитовано 4 червня 2019.
81. ↑  Laki hedelmöityshoidoista. Архів оригіналу за 9 вересня 2019. Процитовано 4 червня 2019.
82. ↑  Goodman, Joshua (21 червня 2007). Colombia Conservatives Derail Same-Sex Couples Bill. Advocate. Архів оригіналу за 4 вересня 2015. Процитовано 12 вересня 2012.
83. ↑  Than, Krisztina; Kahn, Michael (18 грудня 2007). Hungary legalizes same-sex civil partnerships. In.reuters.com. Архів оригіналу за 22 грудня 2007. Процитовано Лютий 25, 2010.
84. ↑  Uruguay approves gay civil unions. BBC News. 19 грудня 2007. Архів оригіналу за 10 квітня 2017. Процитовано 25 лютого, 2010.
85. ↑  Uruguay: las parejas gay celebran la aprobación de la ley de unión concubinaria (ісп.). AG Magazine. 18 грудня 2007. Архів оригіналу за 21 грудня 2007. Процитовано 27 жовтня 2013.
86. ↑  First Lesbian Couple in Iceland "Marries" in Church. Icelandic Review. 2 липня 2008. Архів оригіналу за січня 28, 2016. Процитовано 12 вересня 2012.
87. ↑  532. mál lagafrumvarp Lög nr. 55/2008, 135. löggjafarþingi (ісл.). Althingi. Архів оригіналу за 5 лютого 2013. Процитовано 12 вересня 2012.
88. ↑  Norway passes law approving gay marriage. NBC News. 17 червня 2008. Архів оригіналу за 11 вересня 2015. Процитовано 5 листопада 2015.
89. ↑  Partlow, Joshua; Küffner, Stephan (29 вересня 2008). Voters in Ecuador Approve Constitution. Washington Post. Архів оригіналу за 16 листопада 2018. Процитовано 12 вересня 2012.
90. 1 2  Sung, Michael (11 жовтня 2008). Portugal parliament votes down legalization of same-sex marriage. Jurist. Архів оригіналу за 29 серпня 2013. Процитовано 27 травня 2013.
91. ↑  HUMAN FERTILISATION AND EMBRYOLOGY ACT 2008 (PDF). legislation.gov.uk. Архів оригіналу (PDF) за 23 квітня 2010. Процитовано 7 квітня 2014.
92. ↑  Sweeping gay law reform finally passes. The Age. 27 листопада 2008. Архів оригіналу за 18 вересня 2009. Процитовано 9 серпня 2009.
93. ↑  Nyberg, Per (1 квітня 2012). Sweden passes same-sex marriage law. CNN. Архів оригіналу за 24 серпня 2010. Процитовано 12 вересня 2012.
94. ↑  Hungarian government proposes registered same-sex partnerships. PinkNews. Архів оригіналу за 9 листопада 2011. Процитовано 23 серпня 2015.
95. ↑  Dombos, Tamás (23 березня 2010). Hungarian Constitutional Court Affirms Registered Partnerships for Gay Couples. UK Gay News. Архів оригіналу за 4 березня 2016. Процитовано 23 серпня 2015.
96. ↑  Gay Couples With Foreign Marriages, Partnerships Win Recognition Battle in France. UK Gay News. 29 квітня 2009. Архів оригіналу за жовтня 29, 2013. Процитовано 27 жовтня 2013.
97. ↑  Finland allows gay couples to adopt partner’s children. Pink News. 15 травня 2009. Архів оригіналу за 26 січня 2016. Процитовано 27 жовтня 2013.
98. ↑  L 105 Forslag til lov om ændring af adoptionsloven og forskellige andre love (дан.). Folketinget. Архів оригіналу за 19 травня 2014. Процитовано 12 вересня 2012.
99. ↑  President unties the knot on civil union. VoxEurop. 26 серпня 2009. Архів оригіналу за 28 січня 2016. Процитовано 5 листопада 2015.
100. ↑  Uruguay lawmakers approve gay adoptions. Dawn. 28 серпня 2009. Архів оригіналу за 14 березня 2016. Процитовано 5 листопада 2015.
101. ↑  Gutierrez-Folch, Anita (10 вересня 2009). Uruguay Gives the OK for Gay Adoptions. finding Dulcinea. Архів оригіналу за 28 січня 2016. Процитовано 5 листопада 2015.
102. ↑  Eingetragene Partnerschaft-Gesetz - EPG (485 d.B.). Parlament Republik Österreich (нім.). Архів оригіналу за 28 січня 2016. Процитовано 5 листопада 2015.
103. ↑  Projeto de Lei 14/XI (порт.). Assembleia Da Republica. Архів оригіналу за 11 листопада 2018. Процитовано 27 травня 2013.
104. ↑  Projeto de Lei 24/XI (порт.). Assembleia Da Republica. Архів оригіналу за 11 листопада 2018. Процитовано 27 травня 2013.
105. ↑  Projeto de Lei 119/XI (порт.). Assembleia Da Republica. Архів оригіналу за 11 листопада 2018. Процитовано 12 вересня 2012.
106. ↑  Gay marriage bill fails in Senate. SBS. 26 лютого, 2010. Архів оригіналу за 30 квітня 2012. Процитовано 12 вересня 2012.
107. ↑  Portugal's president to ratify same-sex marriage law. BBC News. 17 травня 2010. Архів оригіналу за 5 листопада 2013. Процитовано 12 вересня 2012.
108. ↑  L 146 Forslag til lov om ændring af lov om registreret partnerskab, lov om en børnefamilieydelse og lov om børnetilskud og forskudsvis udbetaling af børnebidrag (дан.). Folketinget. Архів оригіналу за 19 березня 2016. Процитовано 12 вересня 2012.
109. ↑  L 123 Forslag til lov om ændring af lov om ægteskabs indgåelse og opløsning og forskellige andre love samt ophævelse af lov om registreret partnerskab (дан.). Folketinget. 3 червня 2010. Архів оригіналу за 22 березня 2016. Процитовано 12 вересня 2012.
110. ↑  Iceland parliament votes for gay marriage. IceNews. 11 червня 2010. Архів оригіналу за 28 жовтня 2012. Процитовано 12 вересня 2012.
111. ↑  48. mál fyrirspurn til iðnaðarráðherra 138. löggjafarþingi (ісл.). Althingi. Архів оригіналу за 17 травня 2014. Процитовано 12 вересня 2012.
112. ↑  Civil Partnership Bill passes through Dáil. RTE. 2 липня 2010. Архів оригіналу за 30 березня 2019. Процитовано 5 листопада 2015.
113. ↑  Civil Partnership Bill passes the Seanad. RTE. 9 липня 2010. Архів оригіналу за 11 липня 2010. Процитовано 12 вересня 2012.
114. ↑  Cristina formalized the gay marriage law. M24Digital.com. 21 липня 2010. Архів оригіналу за 23 липня 2012. Процитовано 12 вересня 2012.
115. ↑  A –– N° 134 (PDF) (фр.). Le Gouvernement du Grand Duché de Luxembourg. 12 серпня 2010. Архів оригіналу (PDF) за 14 березня 2012. Процитовано 12 вересня 2012.
116. ↑  Projeto de Lei 280/XI (порт.). Assembleia Da Republica. Архів оригіналу за 4 березня 2012. Процитовано 12 вересня 2012.
117. ↑  Cavaco promulga diploma que altera uniões de facto (порт.). Expresso. 16 серпня 2010. Архів оригіналу за 14 жовтня 2012. Процитовано 12 вересня 2012.
118. ↑  Bundesrat lehnt Gleichstellung ab (нім.). Queer.de. 24 вересня 2010. Архів оригіналу за 26 вересня 2010. Процитовано 12 вересня 2012.
119. ↑  Bundestag: Regierung lehnt Gleichstellung ab (нім.). Queer.de. 28 жовтня 2010. Архів оригіналу за 19 січня 2012. Процитовано 12 вересня 2012.
120. ↑  Bundesrat votiert gegen Gleichstellung (нім.). Queer.de. 18 квітня 2011. Архів оригіналу за 18 вересня 2012. Процитовано 12 вересня 2012.
121. ↑  Landtag einhellig für Partnerschaftsgesetz (нім.). Liechtensteiner Vaterland. 16 березня 2011. Архів оригіналу за 1 лютого 2014. Процитовано 12 вересня 2012.
122. ↑  French parliament rejects same-sex marriage bill. Associated Press. 6 червня 2011. Архів оригіналу за 15 січня 2016. Процитовано 4 червня 2019.
123. ↑  CDU-Länder verhindern wieder die Gleichstellung (нім.). Queer.de. 20 червня 2011. Архів оригіналу за 30 вересня 2011. Процитовано 10 вересня 2012.
124. 1 2  Gay rights: Lawmakers defeat adoption bill for couples. Portugal Daily Views. 24 лютого, 2012. Архів оригіналу за 21 липня 2014. Процитовано 27 жовтня 2013.
125. ↑  Škrinjar, Klara; Hočevar, Barbara; Pečauer, Marko (23 березня 2012). Anketa Dela: Za zakonik in Jankovića (словен.). Delo. Архів оригіналу за 30 жовтня 2015. Процитовано 5 листопада 2015.
126. ↑  Lahav, Harko (16 травня 2012). Knesset rejects marriage equality bill. The Jerusalem Post. Архів оригіналу за 22 травня 2012. Процитовано 10 вересня 2012.
127. ↑  Denmark Approves Gay Weddings In Church. Huffington Post. 6 липня 2012. Архів оригіналу за 11 травня 2013. Процитовано 10 вересня 2012.
128. ↑  Bundestag stimmt für Beibehaltung der Diskriminierung (нім.). Queer.de. 28 червня 2012. Архів оригіналу за 5 листопада 2012. Процитовано 12 вересня 2012.
129. ↑  Endgültiges Ergebnis der Namentlichen Abstimmung Nr. 3 (PDF) (нім.). Deutscher Bundestag. 28 червня 2012. Архів оригіналу (PDF) за 8 жовтня 2012. Процитовано 12 вересня 2012.
130. ↑  Gessa, Daniele Guido (27 червня 2012). San Marino axes medieval law to let gay couples live together. GayStarNews. Архів оригіналу за 11 травня 2013. Процитовано 10 вересня 2012.
131. ↑  Gay marriage bill defeated. The Australian. 19 вересня 2012. Архів оригіналу за 19 вересня 2012. Процитовано 19 вересня 2012.
132. ↑  Cullen, Simon (21 вересня 2012). Australian Senate votes down same-sex marriage bill. ABC. Архів оригіналу за 26 березня 2019. Процитовано 27 жовтня 2013.
133. ↑  Bundestag stimmt gegen Ehegattensplitting für Homo-Paare (нім.). queer.de. 25 жовтня 2012. Архів оригіналу за 3 квітня 2013. Процитовано 27 жовтня 2013.
134. ↑  Národná rada Slovenskej republiky - hlasovanie poslancov (словац.). Narodna Rada Slovenskej Republiky. 6 листопада 2012. Архів оригіналу за 18 квітня 2013. Процитовано 27 жовтня 2013.
135. ↑  Poselski projekt ustawy o związkach partnerskich (пол.). SEIJM. Архів оригіналу за 29 жовтня 2013. Процитовано 27 жовтня 2013.
136. ↑  Głosowanie nr 45 - posiedzenie 32 (пол.). Sejm. 25 січня, 2013. Архів оригіналу за 7 серпня 2015. Процитовано 23 червня 2015.
137. ↑  Poselski projekt ustawy o związkach partnerskich (пол.). SEIJM. Архів оригіналу за 16 квітня 2013. Процитовано 27 жовтня 2013.
138. ↑  Głosowanie nr 46 - posiedzenie 32 (пол.). Sejm. 25 січня, 2013. Архів оригіналу за 11 січня 2016. Процитовано 23 червня 2015.
139. ↑  Głosowanie nr 47 - posiedzenie 32 (пол.). Sejm. 25 січня, 2015. Архів оригіналу за 11 січня 2016. Процитовано 23 червня 2015.
140. ↑  Głosowanie nr 48 - posiedzenie 32 (пол.). Sejm. 25 січня, 2015. Архів оригіналу за 11 січня 2016. Процитовано 23 червня 2015.
141. ↑  Poselski projekt ustawy o związkach partnerskich (пол.). SEIJM. Архів оригіналу за 30 жовтня 2013. Процитовано 27 жовтня 2013.
142. ↑  Głosowanie nr 49 - posiedzenie 32 (пол.). Sejm. 25 січня, 2015. Архів оригіналу за 11 січня 2016. Процитовано 23 червня 2015.
143. ↑  Bundesrat votiert für Gleichstellung im Steuerrecht (нім.). queer.de. 1 березня 2013. Архів оригіналу за 24 вересня 2015. Процитовано 27 жовтня 2013.
144. ↑  Koalition will Ehegattensplitting zügig selbst umsetzen (нім.). queer.de. 7 червня 2013. Архів оригіналу за 24 вересня 2015. Процитовано 27 жовтня 2013.
145. ↑  Bundesrat stimmt für Ehe-Öffnung (нім.). queer.de. 22 березня 2013. Архів оригіналу за 12 жовтня 2018. Процитовано 27 жовтня 2013.
146. ↑  MPs vote to legalise same sex marriage. TV NZ. 17 квітня 2013. Архів оригіналу за 13 липня 2014. Процитовано 27 жовтня 2013.
147. ↑  Lavers, Michael K. (24 квітня 2013). Colombian Senate rejects same-sex marriage bill. Washington Blade. Архів оригіналу за 13 квітня 2019. Процитовано 27 жовтня 2013.
148. ↑  Shoichet, Catherine E.; Klein, Dario (3 квітня 2013). Uruguay's senate approves same-sex marriage bill. CNN. Архів оригіналу за 10 квітня 2017. Процитовано 27 жовтня 2013.
149. ↑  Shoichet, Catherine E. (11 квітня 2013). Same-sex marriage bill awaits president's signature in Uruguay. CNN. Архів оригіналу за 10 квітня 2017. Процитовано 27 жовтня 2013.
150. 1 2 3  Parlamento chumba alargamento da adopção a casais de homossexuais (порт.). Sol. 17 травня 2013. Архів оригіналу за 27 жовтня 2013. Процитовано 27 жовтня 2013.
151. ↑  Vignal, Francois (15 квітня 2013). Mariage pour tous : le détail du vote au Sénat (фр.). Public Senat. Архів оригіналу за 7 січня 2016. Процитовано 27 жовтня 2013.
152. ↑  Société : ouverture du mariage aux couples de même sexe (фр.). Assemblée nationale. 17 травня 2013. Архів оригіналу за 23 квітня 2013. Процитовано 27 жовтня 2013.
153. ↑  McKinnon, Alex (20 червня 2013). Foreign same-sex marriage bill defeated. Star Observer. Архів оригіналу за 24 червня 2013. Процитовано 27 жовтня 2013.
154. ↑  Bundestag beschließt Steuergleichstellung light (нім.). queer.de. 27 червня 2013. Архів оригіналу за 24 вересня 2015. Процитовано 27 жовтня 2013.
155. ↑  Gesetz zur Änderung des Einkommensteuergesetzes in Umsetzung der Entscheidung des Bundesverfassungsgerichtes vom 7. Mai 2013 (PDF) (нім.). Deutscher Bundestag. Архів оригіналу (PDF) за 29 жовтня 2013. Процитовано 27 жовтня 2013.
156. ↑  Marriage (Same Sex Couples) Act 2013. UK Parliament. Архів оригіналу за 22 березня 2016. Процитовано 27 жовтня 2013.
157. ↑  Gay marriage: Commons passes Cameron's plan. BBC. 21 травня 2013. Архів оригіналу за 31 січня 2016. Процитовано 21 травня 2013.
158. ↑  Adoptionsrechts-Änderungsgesetz 2013. Parlament Republik Österreich. Архів оригіналу за 29 жовтня 2013. Процитовано 27 жовтня 2013.
159. ↑  Austria becomes the 14th European country to allow same-sex second-parent adoption. ILGA. 1 серпня 2013. Архів оригіналу за 29 жовтня 2013. Процитовано 27 жовтня 2013.
160. ↑  Juridisch ouderschap vrouwelijke partner van moeder [Архівовано 14 травня 2014 у Wayback Machine.], Eerste Kamer
161. ↑  Wet lesbisch ouderschap treedt in werking (нід.). Government of the Netherlands. 1 квітня 2014. Архів оригіналу за 14 травня 2014. Процитовано 5 листопада 2015.
162. ↑  Projeto de Lei 278/XII (порт.). Assembleia da República. Архів оригіналу за 27 серпня 2017. Процитовано 19 квітня 2013.
163. ↑  Same sex unions become legal - Celebrations in Valletta; Opposition abstains because of adoptions. The Times of Malta. 14 квітня 2014. Архів оригіналу за 1 березня 2020. Процитовано 4 червня 2019.
164. ↑  Wetsontwerp houdende de vaststelling van de afstamming van de meemoeder (нід.). senate.be. Архів оригіналу за 5 вересня 2015. Процитовано 5 листопада 2015.
165. ↑  Matyn, Joppe (23 квітня 2014). Geen adoptie meer nodig voor meemoeders (нід.). deredactie. Процитовано 5 листопада 2015.
166. ↑  0,99 Prozent der Großen Koalition für Gleichstellung (нім.). queer.de. 23 травня 2014. Архів оригіналу за 24 вересня 2015. Процитовано 24 травня 2014.
167. ↑  Endgültiges Ergebnis der Namentlichen Abstimmung Nr. 2 (PDF) (нім.). LSVD. 22 травня 2014. Архів оригіналу (PDF) за 25 травня 2014. Процитовано 24 травня 2014.
168. ↑  Proposició de llei qualificada de modificació de la Llei qualificada del matrimoni de 30 de juny de 1995 i de la Llei 14/2004, de 3 de novembre, qualificada de modificació de la Llei qualificada del matrimoni (кат.). General Council of Andorra. Архів оригіналу за 8 травня 2014. Процитовано 6 червня 2014.
169. ↑  Marot, Laia F. (30 травня 2014). DA diu NO al matrimoni gai (кат.). Periòdic d'Andorra. Архів оригіналу за 31 травня 2014. Процитовано 30 травня 2014.
170. ↑  Homo-Paare erhalten Recht auf Sukzessivadoption (нім.). Die Welt. 22 травня 2014. Архів оригіналу за 1 грудня 2016. Процитовано 5 листопада 2015.
171. ↑  Pl nr. L597/2013 Propunere legislativă privind parteneriatul civil (рум.). Cdep.ro. Архів оригіналу за 26 червня 2015. Процитовано 3 квітня 2015.
172. ↑  Parliamentary voting. Cdep.r. Архів оригіналу за 23 вересня 2015. Процитовано 4 липня 2015.
173. ↑  6172A (фр.). Chambre des Députés du Grand-Duché de Luxembourg. Архів оригіналу за 28 січня 2016. Процитовано 27 жовтня 2013.
174. ↑  Gander, Kashmira (18 червня 2014). Luxembourg passes same-sex marriage and adoption bill in landslide vote. The Independent. Архів оригіналу за 25 вересня 2015. Процитовано 19 червня 2014.
175. ↑  Roberts, Scott (15 липня 2014). Croatia passes civil partnerships law. Pink News. Архів оригіналу за 7 липня 2016. Процитовано 5 листопада 2015.
176. ↑  Bundestag einstimmig für weitgehende steuerliche Gleichstellung (нім.). queer.de. 6 травня 2014. Архів оригіналу за 24 вересня 2015. Процитовано 6 травня 2014.
177. ↑  Entwurf eines Gesetzes zur Anpassung steuerlicher Regelungen an die Rechtsprechung des Bundesverfassungsgerichts (PDF) (нім.). Bundesfinanzministerium. 13 березня 2015. Архів оригіналу (PDF) за 21 березня 2014. Процитовано 20 березня 2015.
178. ↑  Bundesrat stimmt Gleichstellung im Steuerrecht zu (нім.). queer.de. 12 липня 2014. Архів оригіналу за 24 вересня 2015. Процитовано 5 листопада 2015.
179. ↑  San Marino rebuffs same-sex marriage, abortion proposals. Gazzetta Del Sud. 19 вересня 2014. Архів оригіналу за 28 січня 2016. Процитовано 20 вересня 2014.
180. ↑  (ісп.) Código Civil y Comercial de la Nación
181. ↑  Libertad con responsabilidad y solidaridad: la regulación de las uniones convivenciales en el Código Civil y Comercial (ісп.). Sistema Argentino de Información Juridica. 15 липня 2015. Архів оригіналу за 6 квітня 2016. Процитовано 4 червня 2019.
182. ↑  Proposició de llei qualificada de les unions civils i de modificació de la Llei qualificada del matrimoni de 30 de juny de 1995 i de la Llei 14/2004, de 3 de novembre, qualificada de modificació de la Llei qualificada de matrimoni (кат.). General Council of Andorra. Архів оригіналу за 6 червня 2014. Процитовано 5 червня 2014.
183. ↑  Diari d'Andorra - Enllestida la llei d’unions civils amb el procés d’adopció dels matrimonis (кат.). Diari Andorra. Архів оригіналу за 5 липня 2015. Процитовано 4 липня 2015.
184. 1 2 3 4  Portugal: Parlamento enterra três projetos sobre adoção gay e outro sobre fertilização assistida no mesmo dia. Revista Lado A (порт.). 22 січня, 2015. Архів оригіналу за 5 липня 2015. Процитовано 4 липня 2015.
185. 1 2 3 4  Lourenço, Nuno Sá; Rodrigues, Sofia. Adopção gay chumbada pela quarta vez com os votos da direita (порт.). PÚBLICO. Архів оригіналу за 12 квітня 2015. Процитовано 4 липня 2015.
186. ↑  RadioKerry (12 березня 2015). Children and Family Relationships Bill passes all stages in the Dáil - Radio Kerry - 96-98FM - Your Voice in The Kingdom. Radio Kerry. Архів оригіналу за 6 липня 2015. Процитовано 4 липня 2015.
187. ↑  The Children and Family Relationship Bill is passed in the Seanad. newstalk.com. 31 березня 2015. Архів оригіналу за квітня 2, 2015. Процитовано 4 липня 2015.
188. ↑  Proyecto de ley que crea el Acuerdo de Vida en Pareja (ісп.). Cámara de Diputados de Chile. 17 серпня 2011. Архів оригіналу за 29 жовтня 2013. Процитовано 11 квітня 2013.
189. ↑  McHugh Emily (7 січня, 2014). Senate takes first step toward gay civil unions. The Santiago Times. Архів оригіналу за 9 січня, 2014. Процитовано 7 січня, 2014.
190. ↑  Lavers, Michael K. (23 квітня 2015). Ecuadorian lawmakers approve civil unions bill. Washington Blade: Gay News, Politics, LGBT Rights. Архів оригіналу за 4 квітня 2019. Процитовано 4 липня 2015.
191. ↑  Ecuador aprobó la unión homosexual como un estado civil (ісп.). Diario Correo Peru. 22 квітня 2015. Архів оригіналу за 26 квітня 2015. Процитовано 22 квітня 2015.
192. ↑  Ecuador reconoce la Unión de Hecho Homosexual como un estado civil. ILGALAC (ісп.). Архів оригіналу за 28 січня 2016. Процитовано 4 липня 2015.
193. ↑  Nr 526 (PDF) (ісп.). Asamblea Nacional. Архів оригіналу (PDF) за 4 квітня 2019. Процитовано 5 листопада 2015.
194. 1 2  Knesset shoots down civil union bills. The Jerusalem Post. 8 липня 2015. Архів оригіналу за 22 вересня 2018. Процитовано 9 липня 2015.
195. ↑  Thirty-fourth Amendment of the Constitution (Marriage Equality) Bill 2015. Oireachtas. Архів оригіналу за 12 вересня 2015. Процитовано 5 листопада 2015.
196. ↑  Marriage Bill 2015. Oireachtas. Архів оригіналу за 23 серпня 2017. Процитовано 5 листопада 2015.
197. ↑  O'Regan, Michael; Bardon, Sarah (22 жовтня 2015). Same-sex marriage legislation passes all stages in Oioreachtas. Irish Times. Архів оригіналу за 27 вересня 2018. Процитовано 5 листопада 2015.
198. ↑  Plucinka, Joanna (29 жовтня 2015). Ireland signs gay marriage into law. Time. Архів оригіналу за 2 листопада 2015. Процитовано 5 листопада 2015.
199. ↑  Gerdes, Spefanie (16 жовтня 2015). Germany grants gay couples more rights, still refuses equal marriage. Gay Star News. Архів оригіналу за 17 жовтня 2015. Процитовано 17 жовтня 2015.
200. ↑  Bereinigungsgesetz": Bundesrat nickt Mini-Reform durch. queer.de. 6 листопада 2015. Архів оригіналу за 28 січня 2016. Процитовано 26 листопада 2015.
201. ↑  House passes historic civil partnerships bill. Архів оригіналу за 1 квітня 2017. Процитовано 4 червня 2019.
202. ↑  Civil unions become law [Архівовано 2015-11-27 у Wayback Machine.]
203. ↑  URMARIREA PROCESULUI LEGISLATIV (рум.). Camera Deputatilor. Архів оригіналу за 23 вересня 2015. Процитовано 4 липня 2015.
204. ↑  Parteneriatul civil, respins de Senat. Condiţia pe care au pus-o senatorii care susţin legalizarea uniunilor între persoane de acelaşi sex. Gandul.info (рум.). Архів оригіналу за 24 червня 2015. Процитовано 4 липня 2015.
205. ↑  Parlamentul a RESPINS legea parteneriatelor homosexuale. Архів оригіналу за 19 грудня 2015. Процитовано 4 червня 2019.
206. ↑  Slovenia allows same-sex couples to marry, adopt children. Reuters. Архів оригіналу за 27 вересня 2015. Процитовано 4 липня 2015.
207. ↑  Slovenia rejects same-sex marriage in a referendum. Reuters. 20 грудня 2015. Архів оригіналу за 31 липня 2018. Процитовано 4 червня 2019.
208. ↑  Greek Parliament approves law on same-sex civil partnerships [Архівовано 2015-12-23 у Wayback Machine.]
209. ↑  Parliament Passes Cohabitation Act; President Proclaims It. Estonian Public Broadcasting. 10 вересня 2014. Архів оригіналу за 30 листопада 2015. Процитовано 6 листопада 2015.
210. ↑  Registered Partnership Act. Riigi Teataja. Архів оригіналу за 28 січня 2016. Процитовано 6 листопада 2015.
211. ↑  Cohabitation Act to enter force without implementing acts. Архів оригіналу за 15 грудня 2015. Процитовано 4 червня 2019.
212. ↑  (ест.) Kooseluseaduse rakendusaktid jäävad sel aastal vastu võtmata [Архівовано 22 грудня 2015 у Wayback Machine.]
213. ↑  (порт.) Projeto de Lei 5/XIII [Архівовано 17 листопада 2015 у Wayback Machine.]
214. ↑  Day after marking LGBT rights, Knesset nixes 5 gender equality bills. Архів оригіналу за 14 липня 2017. Процитовано 4 червня 2019.
215. ↑  Schweiz will ausländischen Lebenspartnern die Einbürgerung erleichtern (нім.). queer.de. 15 березня 2016. Архів оригіналу за 12 червня 2018. Процитовано 15 березня 2016.
216. ↑  (фр.) SUISSE MARIAGE GAY ET NATURALISATION TRAITÉS EN PARALLÈLE [Архівовано 12 червня 2018 у Wayback Machine.]
217. ↑  6908 (фр.). Chambre des Députés du Grand-Duché de Luxembourg. Процитовано 20 квітня 2016.
218. ↑  (словен.) Zakon o partnerski zvezi [Архівовано 23 грудня 2015 у Wayback Machine.]
219. ↑  (словен.) Državni zbor sprejel zakon o partnerski zvezi [Архівовано 22 квітня 2016 у Wayback Machine.]
220. ↑  Atto Senato n. 2081 (італ.). Senate. Архів оригіналу за 3 жовтня 2018. Процитовано 6 листопада 2015.
221. ↑  Rubino, Monica; Ananasso, Agnese (25 лютого, 2016). Unioni civili, sì del Senato alla fiducia. Renzi: "Ha vinto l'amore" (італ.). la Reppublica. Архів оригіналу за 25 лютого 2016. Процитовано 26 квітня 2016.
222. ↑  Unioni civili, ok definitivo della Camera: approvata la legge. Renzi: giorno di festa (італ.). Il Sole 24Ore. 11 травня 2016. Архів оригіналу за 17 червня 2016. Процитовано 11 травня 2016.
223. ↑  (порт.) Projeto de Lei 36/XIII [Архівовано 9 грудня 2015 у Wayback Machine.]
224. ↑  Homosexuelle sollen Stiefkinder adoptieren dürfen (нім.). Tages-Anzeiger. 8 березня 2016. Архів оригіналу за 16 серпня 2018. Процитовано 9 березня 2016.
225. ↑  Schweizerisches Zivilgesetzbuch (Adoption) (PDF). Federal Gazette (Switzerland). Архів оригіналу (PDF) за 6 листопада 2016. Процитовано 6 листопада 2016.
226. ↑  Reform des Namensrechts eingetragener Partner (Nr. 14/2016) [1. Lesung: 4. März 2016] - Stellungnahme der Regierung (Nr. 80/2016); 2. Lesung (нім.). Landtag of Liechtenstein. Архів оригіналу за 22 січня 2017. Процитовано 6 листопада 2016.
227. ↑  Gesetz vom 31. August 2016 über die Abänderung des Partnerschaftsgesetzes. Архів оригіналу за 6 листопада 2016. Процитовано 4 червня 2019.
228. ↑  Same-sex couples' law passes through House, despite absentee MPs. Архів оригіналу за 18 червня 2018. Процитовано 4 червня 2019.
229. ↑  ΝΟΜΟΣ ΥΠ’ ΑΡΙΘΜ. 4443. Архів оригіналу за 2 травня 2019. Процитовано 4 червня 2019.
230. ↑  (нім.) Deregulierungs- und Anpassungsgesetz 2016 - Inneres (1345 d.B.) [Архівовано 20 грудня 2016 у Wayback Machine.]
231. ↑  156/2015 Lag om ändring av äktenskapslagen (швед.). Finlex. Архів оригіналу за 9 листопада 2018. Процитовано 5 листопада 2015.
232. ↑  RP 65/2015 rd Regeringens proposition till riksdagen med förslag till vissa lagändringar till följd av en ändring av äktenskapslagen (швед.). Eduskunta Riksdagen. Архів оригіналу за 30 жовтня 2015. Процитовано 5 листопада 2015.
233. ↑  All systems go for gender-neutral marriage in 2017. Yle. 8 квітня 2016. Архів оригіналу за 10 квітня 2016. Процитовано 10 квітня 2016.
234. ↑  HE 232/2016 vp (Finnish) . Parliament of Finland. Архів оригіналу за 20 січня 2017. Процитовано 18 листопада 2016.
235. ↑  Bill No. 178 - Cohabitation Bill. Parliament of Malta. Архів оригіналу за 29 червня 2018. Процитовано 6 листопада 2016.
236. ↑  (лит.) Civilinio kodekso 2.18, 2.19, 3.3, 3.16, 3.140, 3.141, 3.143, 3.146, 3.147, 3.150, 3.155 straipsnių, Kodekso Trečiosios knygos VI dalies XV skyriaus ir 5.13, 6.588, 6.590, 6.744 straipsnių pakeitimo įstatymo projektas [Архівовано 5 серпня 2017 у Wayback Machine.]
237. ↑  (лит.) Seime žlugo bandymas įteisinti vyro ir moters bei homoseksualų partnerystę [Архівовано 15 квітня 2019 у Wayback Machine.]
238. ↑  An Bille Uchtála (Leasú), 2016 ; Adoption (Amendment) Bill 2016 (PDF). Архів оригіналу (PDF) за 17 листопада 2017. Процитовано 4 червня 2019.
239. ↑  Adoption reform bill is signed into law by President Higgins. Архів оригіналу за 8 листопада 2018. Процитовано 4 червня 2019.
240. ↑  German Parliament Approves Same-Sex Marriage. The New York Times. 30 червня 2017. Архів оригіналу за 3 липня 2017. Процитовано 4 червня 2019.
241. ↑  Same-sex marriage bill clears German upper house. Архів оригіналу за 8 липня 2017. Процитовано 4 червня 2019.
242. ↑  Germany's first same-sex marriages expected in October. Архів оригіналу за 21 липня 2017. Процитовано 4 червня 2019.
243. ↑  Pace, Yannick (12 липня 2017). Malta legalises same-sex marriage, as parliament votes in favour of marriage equality bill. Malta Today. Архів оригіналу за 12 липня 2017. Процитовано 12 липня 2017.
244. ↑  Marriage Act and other Laws (Amendment) of 2017. Архів оригіналу за 21 березня 2019. Процитовано 4 червня 2019.
245. ↑  Chile, Cámara de Diputados de. Cámara de Diputados de Chile. www.camara.cl. Архів оригіналу за 21 серпня 2016. Процитовано 21 липня 2016.
246. ↑  Cámara de Diputados de Chile. Trabajo en sala: Detalle de Votación. www.camara.cl. Архів оригіналу за 2 грудня 2016. Процитовано 1 грудня 2016.
247. ↑  Chile, Cámara de Diputados de. Avanza proyecto para que trabajadores que celebren Acuerdo de Unión Civil tengan derecho a cinco días libres (es-LA) . Архів оригіналу за 2 грудня 2016. Процитовано 1 грудня 2016.
248. ↑  Senado República de Chile - Sala de sesiones - Sesión 55. www.senado.cl (ісп.). Архів оригіналу за 19 жовтня 2017. Процитовано 4 червня 2019.
249. ↑  Same-sex marriage bill passes in Australian Senate. The Guardian. 29 листопада 2017. Архів оригіналу за 27 травня 2019. Процитовано 4 червня 2019.
250. ↑  Sainty, Lane (7 грудня 2017). The Australian Parliament Just Passed Same-Sex Marriage Into Law. BuzzFeed. Архів оригіналу за 8 грудня 2017. Процитовано 7 грудня 2017.
251. ↑  Parliament approves law to allow children of same-sex couples to have two mothers from birth. YLE. 28 лютого 2018. Архів оригіналу за 12 червня 2018. Процитовано 28 лютого 2018.
252. ↑  Greece passes law to end 'regime of grief' on adoption red tape. Архів оригіналу за 17 червня 2018. Процитовано 4 червня 2019.
253. ↑  Μέτρα για την προώθηση των Θεσμών της Αναδοχής και Υιοθεσίας και άλλες διατάξεις. Архів оригіналу за 9 липня 2019. Процитовано 4 червня 2019.
254. ↑  PM brags about gay community, but Knesset rejects same-sex civil union bill. Архів оригіналу за 6 квітня 2019. Процитовано 4 червня 2019.
255. ↑  Bill No. 37 - Embryo Protection (Amendment) Bill. Архів оригіналу за 14 червня 2018. Процитовано 4 червня 2019.
256. ↑  Parliament votes in favour of 'historic' IVF law changes amid pro-life groups' demonstration. Архів оригіналу за 11 липня 2018. Процитовано 4 червня 2019.
257. ↑  Nový návrh zákona od SaS: Kompromis pre heterosexuálne aj homosexuálne páry!?. Архів оригіналу за 24 липня 2018. Процитовано 4 червня 2019.
258. ↑  SaS nepresadila zákon o životných partnerstvách, ktoré by mohli uzatvárať aj páry rovnakého pohlavia. Denník. 18 вересня 2018. Архів оригіналу за 19 вересня 2018. Процитовано 4 червня 2019.
259. ↑  (італ.) Progetto di legge di iniziativa popolare "Regolamentazione delle Unioni Civili" [Архівовано 2 липня 2018 у Wayback Machine.]
260. ↑  San Marino passes civil union law for same-sex couples. Архів оригіналу за 15 травня 2019. Процитовано 4 червня 2019.
261. ↑  Proyecto de decreto por el que se reforman y adicionan diversas disposiciones de las Leyes del Seguro Social y del Instituto de Seguridad y Servicios Sociales de los Trabajadores del Estado. infosen.senado.gob.mx (ісп.). Архів оригіналу за 29 квітня 2019. Процитовано 5 жовтня 2018.
262. ↑  Morales, Felipe; Cortés, Nayeli (28 листопада 2018). Diputados aprueban que IMSS e ISSSTE extienden derechos a parejas del mismo sexo (ісп.) . El Heraldo de México. Архів оригіналу за 6 квітня 2019. Процитовано 29 листопада 2018.
263. ↑  Cullell, Jon Martín (8 листопада 2018). México da un paso más en el reconocimiento de los derechos de las parejas homosexuales. El País (ісп.) . ISSN 1134-6582. Архів оригіналу за 4 серпня 2020. Процитовано 5 грудня 2020.
264. ↑  Bill Gazette.  http://gaceta.diputados.gob.mx/PDF/64/2018/nov/20181128-V.pdf [Архівовано 26 вересня 2021 у Wayback Machine.]
265. ↑  Marsh, Sarah (21 липня 2018). Cuba's draft constitution opens path to gay marriage. Reuters. Архів оригіналу за 6 травня 2019. Процитовано 24 вересня 2018.
266. ↑  Vela, Hatzel (18 грудня 2018). Cuba eliminates gay marriage language from new constitution. Local10.com. Архів оригіналу за 19 грудня 2018. Процитовано 19 грудня 2018.
267. ↑  Bundesrat winkt Begleitgesetz zur Ehe für alle durch (нім.). queer.de. 14 грудня 2018. Архів оригіналу за 16 грудня 2018. Процитовано 16 грудня 2018.
268. ↑  Gesetz zur Umsetzung des Gesetzes zur Einführung des Rechts auf Eheschließung für Personen gleichen Geschlechts (PDF) (нім.). Bundesgesetzblatt. Архів оригіналу (PDF) за 2 січня 2019. Процитовано 2 січня 2019.
269. ↑  Pl-x nr. 498/2016 Propunere legislativă privind parteneriatul civil [Архівовано 3 березня 2017 у Wayback Machine.] (Romanian)
270. ↑  L295/2016 Propunere legislativă privind parteneriatul civil. Архів оригіналу за 3 березня 2017. Процитовано 4 червня 2019.
271. ↑  Romanian Senate rejects civil partnership bills. Romania Insider. 19 березня 2019. Архів оригіналу за 30 липня 2019. Процитовано 4 червня 2019.
272. ↑  中華民國立法院. 議案系統-議案查詢明細. misq.ly.gov.tw (кит.). Процитовано 17 травня 2019.{{cite web}}:  Обслуговування CS1: Сторінки з параметром url-status, але без параметра archive-url (посилання)
273. ↑  制定司法院釋字第七四八號解釋施行法 (zh-tw) . 中華民國總統府. Архів оригіналу за 27 травня 2019. Процитовано 22 травня 2019.
274. ↑  Bundesgesetz vom 15. Juni 1978 über das internationale Privatrecht (195/BNR). Архів оригіналу за 7 грудня 2019. Процитовано 8 грудня 2019.
275. ↑  Nationalrat beseitigt letzte Hürden bei der "Ehe für alle". Архів оригіналу за 1 серпня 2019. Процитовано 8 грудня 2019.
276. ↑  Northern Ireland (Executive Formation etc) Act 2019. legislation.gov.uk. Архів оригіналу за 4 серпня 2019. Процитовано 1 серпня 2019.
277. ↑  Northern Ireland (Executive Formation etc) Act 2019. parliament.uk. Архів оригіналу за 24 грудня 2019. Процитовано 1 серпня 2019.
278. ↑  Montenegro MPs against the Law on Life Partnership of the Same-Sex Persons. Independent Balkan News Agency. 2 серпня 2019. Архів оригіналу за 4 серпня 2019. Процитовано 4 серпня 2019.
279. ↑  n° 974 - Projet de loi relative au contrat de vie commune. Conseil National (фр.) . Архів оригіналу за 8 серпня 2018. Процитовано 4 червня 2019.
280. ↑  Usvojen Zakon o životnom partnerstvu. RTCG. 1 липня 2020. Архів оригіналу за 31 жовтня 2020. Процитовано 1 липня 2020.
281. ↑  Euronews. Архів оригіналу за 3 червня 2021. Процитовано 6 червня 2021.
282. ↑  Архівована копія. Архів оригіналу за 24 червня 2021. Процитовано 4 вересня 2021.{{cite web}}:  Обслуговування CS1: Сторінки з текстом «archived copy» як значення параметру title (посилання)
283. ↑  Projet de loi relatif à la bioéthique. Архів оригіналу за 6 грудня 2019. Процитовано 7 грудня 2019.
284. ↑  PMA for all: the bioethics bill just adopted. Архів оригіналу за 10 лютого 2020. Процитовано 4 вересня 2021.
285. ↑  PMA pour toutes : Le projet de loi de bioéthique définitivement adopté par l'Assemblée nationale. Le Monde.fr. Архів оригіналу за 31 серпня 2021. Процитовано 4 вересня 2021.
286. ↑  13.468 - Ehe für alle - Curia Vista - Geschäftsdatenbank - Die Bundesversammlung - Das Schweizer Parlament (нім.) . Schweizer Parlament. Архів оригіналу за 6 липня 2015. Процитовано 4 липня 2015.
287. ↑  Le National veut ouvrir le mariage aux couples homosexuels (фр.) . La Liberté. 11 червня 2020. Архів оригіналу за 11 червня 2020. Процитовано 11 червня 2020.
288. ↑  Le parlement accepte le mariage pour tous. Le Temps (фр.) . 1 грудня 2020.
289. ↑  Lavers, Michael K. (8 грудня 2014). Same-sex marriage bill introduced in Chile. Washington Blade. Архів оригіналу за 7 вересня 2017. Процитовано 6 листопада 2015.
290. ↑  El proyecto de ley de matrimonio igualitario llega al Parlamento de Chile (ісп.). Cáscara Amarga. 11 грудня 2014. Архів оригіналу за 6 травня 2019. Процитовано 6 листопада 2015.
291. ↑  Chile, Cámara de Diputados de. Proyecto de Ley de Matrimonio Igualitario. www.camara.cl. Архів оригіналу за 7 вересня 2017. Процитовано 4 червня 2019.
292. ↑  Proposición de la Comisión Mixta recaída en el proyecto de ley, originado en mensaje, que "Modifica diversos cuerpos legales para regular, en igualdad de condiciones, el matrimonio de parejas del mismo sexo." www.camara.cl. Архів оригіналу за 7 грудня 2021. Процитовано 8 грудня 2021.
293. ↑  Aprobación del informe de la Comisión Mixta, constituida para resolver las divergencias suscitadas entre ambas Cámaras durante la tramitación del proyecto de ley que modifica diversos cuerpos legales para regular, en igualdad de condiciones, el matrimonio de parejas del mismo sexo. (Boletín Nº 11.422-07). Con urgencia calificada de discusión inmediata. www.senado.cl. Процитовано 8 грудня 2021.
294. ↑  Reforma integral al sistema de adopción en Chile. Cámara de Diputados de Chile. Архів оригіналу за 11 червня 2016. Процитовано 26 червня 2016.
295. ↑  Архівована копія. Архів оригіналу за 3 травня 2020. Процитовано 1 квітня 2020.{{cite web}}:  Обслуговування CS1: Сторінки з текстом «archived copy» як значення параметру title (посилання)
296. ↑  Cuba announces same-sex marriage referendum. DW News. 23 липня 2022.
297. ↑  Cuba dice "sí" en referendo al matrimonio igualitario. SWI swissinfo.ch (ісп.) . Процитовано 26 вересня 2022.
298. ↑  Prepoved posvajanja otrok istospolnim parom ni ustavna. Mesec: Zakon je že v pripravi. RTVSLO.si (словен.). Процитовано 9 липня 2022.
299. ↑  AFP (4 жовтня 2022). Slovenia parliament legalises marriage, adoption for gay couples. Insider Paper (англ.) . Процитовано 4 жовтня 2022.
300. ↑  Queer people looking at more rights after Bratislava murders. 17 жовтень 2022.
301. ↑  House Democrats tee up votes on same-sex marriage, contraception rights. washingtonpost.com (англ.) . Процитовано 19 липня 2022.
302. ↑  Latvian parliament rejects Civil Union Law; work on 13th Saeima's initiative to stop. 17 грудня 2022.
303. ↑  Congreso se opone a derechos de la comunidad LGBTI+ y archiva el proyecto de matrimonio igualitario. 17 грудня 2022.
304. ↑  Proposició de llei qualificada de modificació de la Llei 30/2022, del 21 de juliol, qualificada de la persona i de la família (кат.) . congres d'Andorra. 23 січня 2023.
305. ↑  Legislature approves adoption rights for same-sex couples. Focus Taiwan. 16 травня 2023. Процитовано 16 травня 2023.
306. ↑  Gay marriage may soon become legal in Estonia.
307. ↑  Abieluvõrdsus tuleb! Koalitsioon leppis kokku abieluvõrdsuse kehtestamises | Vikervaade. 8 квітня 2023.
308. ↑  Latvian parliament legalizes same-sex partnerships. Reuters. 9 листопада 2023.
309. ↑  Γάμος ομόφυλων ζευγαριών: Με 175 «ναι» πέρασε τελικά το νομοσχέδιο – Ποια ψήφος δεν προσμετρήθηκε σωστά. NAFTEMPORIKI (гр.) . 16 лютого 2024. Процитовано 16 лютого 2024.
310. ↑  Ισότητα στον πολιτικό γάμο, τροποποίηση του Αστικού Κώδικα σε άλλες διατάξεις. Government Gazette (гр.) . 16 лютого 2024. Процитовано 17 лютого 2024.
311. ↑  Sněmovnu čeká rozhodnutí o sňatcích párů stejného pohlaví. Desítky poslanců stále váhají. ČT24. Процитовано 27 лютого 2024.
312. ↑  Liechtenstein legalizes same-sex marriage in near-unanimous vote. Politico. 17 травня 2024. Процитовано 18 травня 2024.
313. ↑  San Marino dice sì al matrimonio gay. Ma solo per gli stranieri. Giornalettismo (італ.). 21 грудня 2017. Архів оригіналу за 17 червня 2018. Процитовано 31 травня 2018.
314. ↑  Progetto di legge "Bilanci di previsione dello Stato e degli Enti Pubblici per l'Esercizio Finanziario 2018 e Bilanci Pluriennali 2018/2020". Архів оригіналу за 1 липня 2018. Процитовано 4 червня 2019.
315. ↑  Sabarse, Cissco (25 лютого 2022). Diputada plantea iniciativa para el matrimonio civil igualitario en la Asamblea Nacional (ісп.) . El Acarigueño. Архів оригіналу за 27 лютого 2022. Процитовано 2 березня 2022.
316. ↑  NCP MP Supriya Sule introduces bill in Parl on legalising same-sex marriage. Hindustan Times (англ.) . 1 квітня 2022. Процитовано 1 квітня 2022.
317. ↑  Lithuanian parliament agrees to consider same-sex partnership bill. euronews.com. 27 травня 2022.
318. ↑  Congreso de la República: Presentan proyecto de ley sobre el matrimonio igualitario entre personas del mismo sexo Juntos por el Perú Somos Perú Partido Morado NNDC | POLITICA. 23 жовтня 2021.
319. ↑  South Korea's first ever same-sex marriage bill goes to parliament. The Guardian. 31 травня 2023. Архів оригіналу за 5 вересня 2023. Процитовано 14 жовтня 2023. (англ.)
320. ↑  Ponuka Karasa pre LGBT+: Namiesto partnerov môžu byť dôverníci, rovnako ako dobré susedy.
321. ↑  Zelensky responded to the petition on the legalization of same-sex marriages in Ukraine.
322. ↑  House Bill No. 6595 (PDF). House of Representatives of the Philippines. Архів оригіналу (PDF) за 13 травня 2019. Процитовано 21 жовтня 2017.
323. ↑  Nonato, Vince F. (21 жовтня 2017). Alvarez files house bill recognizing LGBT unions. Philippine Daily Inquirer. Архів оригіналу за 13 серпня 2018. Процитовано 21 жовтня 2017.
324. ↑  Sněmovní tisk 201 - Novela z. - občanský zákoník. Chamber of Deputies of the Czech Republic. Процитовано 15 червня 2018.
325. ↑  Czech president Milos Zeman vows to block same-sex marriages. AP NEWS (англ.) . 7 червня 2022. Процитовано 8 червня 2022.
326. ↑  Japan Opposition Parties Submit Same-Sex Marriage Bill. Архів оригіналу за 13 червня 2019. Процитовано 6 червня 2019.

1. 1 2 3 4 5 6  Згідно з конституцією 1974 р. Король Швеції є головою держави, але не підписує й не ветує закони, ухвалені парламентом.
2. 1 2 3 4 5 6 7 8 9 10 11 12 13 14 15 16 17 18 19 20 21 22  Закон замінено на ґендерно нейтральний.
3. ↑  Тільки один з двох князів Андорри підписав закон.
4. 1 2 3 4  Верхня палата парламенту Словенії не є повноцінною.
5. ↑  Сенат Іспанії проголосував 131 "за" і 119 "проти", щоб ветувати закон. Вето пізніше подолав Конгрес депутатів Іспанії.
6. 1 2  Вето подолано.
7. ↑  Закон визнано неконституційним.
8. 1 2  Згідно з поправкою до конституції 2008 р., Великому герцогу Люксембургу не треба підписувати закони, ухвалені парламентом.
9. 1 2  Президент тільки промульгує закони, ухвалені парламентом.

### На місцевому рівні
Щодо ситуації в штатах і територіях США, див. Законодавчі ініціативи щодо одностатевих союзів у США
У країнах з федеративним державним устроєм місцеві адміністративні одиниці часто можуть визнавати союзи одностатевих пар під власними юрисдикціями, хоча унітарні держави з деволюцією, як от Іспанія чи Велика Британія також надають таке право місцевій владі. Першою юрисдикцією, яка запровадила нереєстроване співжиття, стала провінція Канади Британська Колумбія в липні 1992 року. Першою юрисдикцією, яка легалізувала реєстроване партнерство стала Ґренландія — країна у складі Королівства Данії, це трапилося у квітні 1996 року. Першою ж юрисдикцією, яка узаконила одностатевий шлюб, стала канадська провінція Онтаріо в червні 2003 року.
Станом на квітень 2025 року 64 юрисдикції (за винятком суверенних держав і територій тих держав, де шлюби узаконено на всіх територіях без винятків: наприклад, Данії чи Франції) у всьому світі узаконили одностатеві шлюби. До них належать:
- 52 юрисдикції корінних американців.
- У Великій Британії:
  - Сім заморських територій (Акротирі й Декелія, Британська Антарктична територія, Британська територія в Індійському океані, Ґібралтар, Острови Святої Єлени, Вознесіння і Тристан-да-Кунья, Південна Джорджія і Південні Сандвічеві Острови, Піткерн і Фолклендські острови)
  - Усі коронні володіння (Ґернсі, Джерсі й Острів Мен).
- * Аруба і Кюрасао — країни у складі Королівства Нідерландів;

Станом на квітень 2025 року 444 юрисдикції легалізували форму реєстрації стосунків для одностатевих пар іншу, аніж шлюб: 
- У Японії:
  - 31 префектура (Ібаракі, Осака, Ґумма, Саґа, Міє, Аоморі, Акіта, Фукуока, Точіґі, Токіо, Шідзуока, Тояма, Наґано, Ґіфу, Шімане, Каґава, Тотторі, Фукуй, Яманаші, Ямаґата, Вакаяма, Айчі, Хьоґо, Нара, Ойта, Токушіма, Ямаґучі, Фукушіма, Ніїґата, Шіґа, Окінава);

- - 13 особливих районів Токіо (Шібуя, Сетаґая, Накано, Едоґава, Тошіма, Бункьо, Мінато, Адачі, Кіта, Аракава, Суміда, Суґінамі, Ітабаші);

- - 20 міст державного значення (Осака, Фукуока, Саппоро, Чіба, Кумамото, Сакай, Кітакюшю, Йокогама, Гамамацу, Ніїґата, Саґамігара, Сайтама, Кавасакі, Окаяма, Кіото, Хірошіма, Шідзуока, Наґоя, Кобе, Сендай);

- - 34 центральні міста (Нага, Хіраката, Йокосука, Міядзакі, Наґасакі, Амаґасакі, Нара, Такамацу, Каваґое, Акаші, Кочі, Кошіґая, Мацумото, Нішіномія, Тойогаші, Канадзава, Тойота, Курашікі, Фунабаші, Каґошіма, Акіта, Гакодате, Хімеджі, Окадзакі, Ічіномія, Наґано, Кашіва, Суйта, Моріока, Оїта, Фукуй, Асахікава, Фукушіма, Каваґучі);

- - 16 особливих міст (Такарадзука, Одавара, Чіґасакі, Фуджі, Ямато, Сока, Токородзава, Ацуґі, Хірацука, Кумаґая, Касуґай, Ібаракі, Наґаока, Касукабе, Какоґава, Джьоецу);

- - 257 міст (Іґа, Фучю, Соджя, Канума, Нішіо, Санда, Катано, Дайто, Камакура, Мітойо, Коґа, Токушіма, Ямато-Коріяма, Дзуші, Тойоаке, Ітамі, Ашія, Інабе, Тондабаяші, Каваніші, Кайдзука, Сакадо, Коґаней, Кітамото, Мацудо, Точіґі, Кокубунджі, Коносу, Хіросакі, Шібукава, Хіґаші-Каґава, Міура, Йошіноґава, Океґава, Камеока, Аґео, Аннака, Фуджісава, Ґьода, Гонджьо, Ібусукі, Ікома, Кунітачі, Нічінан, Тенрі, Усукі, Нобеока, Ураясу, Наґаока-кьо, Хіґаші-Мацуяма, Мінамі-Ашіґара, Мійоші, Ірума, Нікко, Убе, Акі-Таката, Бідзен, Хіконе, Карацу, Кукі, Урасое, Муко, Саяма, Ебіно, Кошю, Маніва, Дзенцуджі, Гакусан, Ганно, Хідака, Мігара, Ґамаґорі, Аясе, Ічікава, Тама, Йошікава, Ебецу, Міма, Фукая, Анан, Бунґо-Оно, Ебіна, Фуджімі, Фукуцу, Гацукаїчі, Канонджі, Касаока, Комаґане, Мусашіно, Санукі, Секі, Шіншіро, Тагара, Такагама, Такета, Тацуно, Яшіо, Кітамі, Фукучіяма, Косай, Сайто, Хюґа, Нарашіно, Наруто, Сакаїде, Тоса-Шімідзу, Фуджіміно, Сакай-Мінато, Тойокава, Кікучі, Місато, Санджьо, Сано, Ава, Ечідзен, Гашімото, Мійоші, Насу-Шіобара, Отавара, Сетоучі, Тода, Ікеда, Асакучі, Обіхіро, Ноноїчі, Ічіносекі, Хіта, Маруґаме, Шіраока, Томакомай, Мійоші, Вако, Івамідзава, Комакі, Конан, Нішшін, Мімасака, Нанкоку, Чьофу, Кадзо, Асака, Асо, Аябе, Бунґо-Такада, Чірю, Ґоджьо, Ганда, Гасуда, Хіґаші-Хірошіма, Хіно, Гокуто, Ібара, Імабарі, Кайдзу, Кацуяма, Кісарадзу, Кобаяші, Коші, Мачіда, Майбара, Ніїдза, Ноґата, Омура, Ояма, Одзу, Сабае, Саката, Сатте, Шікі, Такасоґо, Тамба, Тамба-Сасаяма, Токай, Цуруґашіма, Мацубара, Таґава, Авара, Наґакуте, Гадано, Ісегара, Карія, Обу, Омі-Гачіман, Варабі, Сето, Судзака, Міяко, Шінґу, Фучю, Хіокі, Нірасакі, Чіта, Обама, Сакай, Цуруґа, Кай, Кагоку, Аваджі, Ідзумі-Сано, Отару, Такікава, Дате, Ічігара, Шібуші, Чічібу, Ідзумі, Конан, Наґареяма, Фукаґава, Ганю, Муракамі, Оварі-Асахі, Абашірі, Акаїва, Анджьо, Інуяма, Касай, Катаґамі, Кіміцу, Кітакамі, Кійосато, Кійосу, Комацушіма, Кошімідзу, Куджі, Кусацу, Кушіро, Мікі, Мінамі-Аваджі, Муроран, Наґагама, Нантан, Офунато, Оно, Рікудзен-Таката, Саїкі, Шісо, Шьобара, Уса, Ямаґучі, Юфу, Мітака, Содеґаура, Сумото, Кока, Сакурай, Шібата, Мотомія, Тайнай, Фуццу, Каноя, Кітахірошіма, Цуяма, Мацусака, Явата, Курігара, Кашігара, Ошю);

- - 107 містечок (Оїдзумі, Кіджьо, Гаяма, Іна, Інаґава, Кітаджіма, Мійоші, Шьодошіма, Тадоцу, Тоношьо, Ой, Шінтомі, Каваджіма, Мацуда, Морояма, Одзу, Нака, Токіґава, Самукава, Каміміне, Аяґава, Фучю, Гатояма, Кадоґава, Кайсей, Камікава, Камісато, Касуя, Котохіра, Манно, Місато, Міяшіро, Ніномія, Накай, Утадзу, Ямакіта, Йокодзе, Йошімі, Оїсо, Айкава, Ноґі, Мікі, Тойояма, Кайта, Курошіо, Дзама, Оґано, Кікуйо, Рандзан, Гаконе, Ікаруґа, Канда, Мацубуші, Мейва, Начікацуура, Намеґава, Наошіма, Оґава, Суґіто, Ваке, Юґавара, Оямадзакі, Кавара, Манадзуру, Цубата, Ягаба, Мінано, Йорії, Ейгейджі, Гаяшіма, Соеда, Тамамура, Дайсен, Місаса, Оцукі, Айбецу, Біей, Хіґаші-Каґура, Хіґашікава, Піппу, Такасу, Тома, Абу, Фусо, Геґурі, Хіґашіура, Хіраїдзумі, Камікава, Кіта-Хірошіма, Кушімото, Оґучі, Одзора, Шярі, Шіва, Такетойо, Учіко, Іно, Каванаші, Наґаторо, Такачіго, Мінамі-Сома, Гаріма, Мінамі-Чіта, Мінамі-Сома, Тоґіцу, Шірагама, Есаші);

- - Три села (Кійокава, Хіґаші-Чічібу, Хімешіма)

- Дві заморські території Британії: Бермуди і Кайманові Острови.

## Спроби конституційно заборонити одностатеві союзи
У тридцяти трьох країнах, одному штаті Мексики й трьох британських заморських територіях було ухвалено нині чинні поправки до конституції про заборону певних видів одностатевих союзів. Деякі з цих поправок забороняють лише одностатеві шлюби, інші ж забороняють також узаконення альтернативних форм реєстрації стосунків.

### На національному рівні
У липні 1962 року, Ямайка стала першою країною, котра заборонила одностатеві шлюби.  Станом на липень 2023 року, у тридцяти трьох країнах існують заборони на одностатеві шлюби на національному рівні. До них належать: Білорусь, Болгарія, Болівія, Буркіна-Фасо, Бурунді, Венесуела, Вірменія, Гондурас, Грузія, Домініканська Республіка, Зімбабве, Камбоджа, Кенія, Киргизстан, Д.Р. Конго, Латвія, Литва, Молдова, Палау, Парагвай, Південний Судан, Польща, Росія, Руанда, Сербія, Сингапур, Словаччина, Уґанда, Україна, Хорватія, ЦАР, Чорногорія і Ямайка. Серед них Парагвай, Гондурас і Болівія — єдині країни, де заборонені не лише шлюби, а й інші союзи для одноставевих пар. 
З часу ухвалення подібні заборони скасували у В'єтнамі в листопаді 2013 року, на Кубі — в лютому 2019 року, і в Еквадорі — в червні 2019 року, а шлюби для одностатевих пар відтоді легалізували в Еквадорі у 2019 і на Кубі у 2022.
| Країна                   | Дата          | Заборона на                               | Верхня палата                  | Верхня палата                  | Нижня палата                   | Нижня палата                   | Голова держави                 | Результат |
| Країна                   | Дата          | Заборона на                               | Так                            | Ні                             | Так                            | Ні                             | Голова держави                 | Результат |
| ------------------------ | ------------- | ----------------------------------------- | ------------------------------ | ------------------------------ | ------------------------------ | ------------------------------ | ------------------------------ | --------- |
| Ямайка                   | Липень 1962   | Шлюб                                      | Ухвалено                       | Ухвалено                       | Ухвалено                       | Ухвалено                       | Підписано                      | Так       |
| Куба                     | Лютий 1976    | Шлюб                                      | Загальний референдум (97.7%)   | Загальний референдум (97.7%)   | Загальний референдум (97.7%)   | Загальний референдум (97.7%)   | Загальний референдум (97.7%)   | Так       |
| Буркіна-Фасо             | Червень 1991  | Шлюб                                      | Загальний референдум (92,83%)  | Загальний референдум (92,83%)  | Загальний референдум (92,83%)  | Загальний референдум (92,83%)  | Загальний референдум (92,83%)  | Так       |
| Болгарія                 | Липень 1991   | Шлюб                                      | Ухвалено                       | Ухвалено                       | Ухвалено                       | Ухвалено                       | Підписано                      | Так       |
| В'єтнам                  | Квітень 1992  | Шлюб                                      | Н/Д                            | Н/Д                            | Ухвалено                       | Ухвалено                       | Підписано                      | Так       |
| Парагвай                 | Червень 1992  | Шлюб і де-факто союз                      | Ухвалено                       | Ухвалено                       | Ухвалено                       | Ухвалено                       | Підписано                      | Так       |
| Литва                    | Жовтень 1992  | Шлюб                                      | Загальний референдум (78,24)   | Загальний референдум (78,24)   | Загальний референдум (78,24)   | Загальний референдум (78,24)   | Загальний референдум (78,24)   | Так       |
| Камбоджа                 | Вересень 1993 | Шлюб                                      | Ухвалено                       | Ухвалено                       | Ухвалено                       | Ухвалено                       | Підписано                      | Так       |
| Білорусь                 | Березень 1994 | Шлюб                                      | Ухвалено                       | Ухвалено                       | Ухвалено                       | Ухвалено                       | Підписано                      | Так       |
| Молдова                  | Липень 1994   | Шлюб                                      | Н/Д                            | Н/Д                            | Ухвалено                       | Ухвалено                       | Підписано                      | Так       |
| Україна                  | Червень 1996  | Шлюб                                      | Н/Д                            | Н/Д                            | Ухвалено                       | Ухвалено                       | Підписано                      | Так       |
| Польща                   | Травень 1997  | Шлюб                                      | Загальний референдум (52,71%)  | Загальний референдум (52,71%)  | Загальний референдум (52,71%)  | Загальний референдум (52,71%)  | Підписано                      | Так       |
| Венесуела                | Грудень 1999  | Шлюб і де-факто союз                      | Загальний референдум (71,78%)  | Загальний референдум (71,78%)  | Загальний референдум (71,78%)  | Загальний референдум (71,78%)  | Загальний референдум (71,78%)  | Так       |
| Руанда                   | Травень 2003  | Шлюб                                      | Загальний референдум (93,42%)  | Загальний референдум (93,42%)  | Загальний референдум (93,42%)  | Загальний референдум (93,42%)  | Загальний референдум (93,42%)  | Так       |
| Сполучені Штати          | Липень 2004   | Шлюб                                      | 48                             | 50                             | 227                            | 186                            | —                              | Ні        |
| Бурунді                  | Лютий 2005    | Шлюб                                      | Загальний референдум (92,02%)  | Загальний референдум (92,02%)  | Загальний референдум (92,02%)  | Загальний референдум (92,02%)  | Загальний референдум (92,02%)  | Так       |
| Гондурас                 | Березень 2005 | Шлюб і де-факто союз                      | Н/Д                            | Н/Д                            | 128                            | 0                              | Підписано                      | Так       |
| Уґанда                   | Вересень 2005 | Шлюб                                      | Н/Д                            | Н/Д                            | 111                            | 17                             | Підписано                      | Так       |
| Латвія                   | Грудень 2005  | Шлюб                                      | Н/Д                            | Н/Д                            | 65                             | 5                              | Підписано                      | Так       |
| Д.Р. Конго               | Грудень 2005  | Шлюб                                      | Загальний референдум (84,31%)  | Загальний референдум (84,31%)  | Загальний референдум (84,31%)  | Загальний референдум (84,31%)  | Загальний референдум (84,31%)  | Так       |
| Сполучені Штати          | Липень 2006   | Шлюб                                      | 49                             | 48                             | 236                            | 187                            | —                              | Ні        |
| Сербія                   | Жовтень 2006  | Шлюб                                      | Загальний референдум (53,04%)  | Загальний референдум (53,04%)  | Загальний референдум (53,04%)  | Загальний референдум (53,04%)  | Загальний референдум (53,04%)  | Так       |
| Чорногорія               | Жовтень 2007  | Шлюб                                      | Н/Д                            | Н/Д                            | Ухвалено                       | Ухвалено                       | Підписано                      | Так       |
| Еквадор                  | Вересень 2008 | Шлюб                                      | Загальний референдум (69,46%)  | Загальний референдум (69,46%)  | Загальний референдум (69,46%)  | Загальний референдум (69,46%)  | Загальний референдум (69,46%)  | Так       |
| Палау                    | Листопад 2008 | Шлюб                                      | Конкретний референдум (83,56%) | Конкретний референдум (83,56%) | Конкретний референдум (83,56%) | Конкретний референдум (83,56%) | Конкретний референдум (83,56%) | Так       |
| Болівія                  | Січень 2009   | Шлюб і вільний союз                       | Загальний референдум (61,43%)  | Загальний референдум (61,43%)  | Загальний референдум (61,43%)  | Загальний референдум (61,43%)  | Загальний референдум (61,43%)  | Так       |
| Сальвадор                | Жовтень 2009  | Шлюб                                      | Н/Д                            | Н/Д                            | 46                             | 38                             | —                              | Ні        |
| Сент-Вінсент і Ґренадини | Листопад 2009 | Шлюб                                      | Загальний референдум (43,71%)  | Загальний референдум (43,71%)  | Загальний референдум (43,71%)  | Загальний референдум (43,71%)  | Загальний референдум (43,71%)  | Ні        |
| Домініканська Республіка | Січень 2010   | Шлюб                                      | Ухвалено                       | Ухвалено                       | Ухвалено                       | Ухвалено                       | Підписано                      | Так       |
| Кенія                    | Серпень 2010  | Шлюб                                      | Загальний референдум(68,55%)   | Загальний референдум(68,55%)   | Загальний референдум(68,55%)   | Загальний референдум(68,55%)   | Загальний референдум(68,55%)   | Так       |
| Замбія                   | Березень 2011 | Шлюб                                      | Н/Д                            | Н/Д                            | Провалено                      | Провалено                      | —                              | Ні        |
| Угорщина                 | Квітень 2011  | Шлюб                                      | Н/Д                            | Н/Д                            | 262                            | 44                             | Підписано                      | Так       |
| Південний Судан          | Липень 2011   | Шлюб                                      | Ухвалено                       | Ухвалено                       | Ухвалено                       | Ухвалено                       | Підписано                      | Так       |
| Ліберія                  | Червень 2012  | Шлюб                                      | Ухвалено                       | Ухвалено                       | Провалено                      | Провалено                      | —                              | Ні        |
| Зімбабве                 | Березень 2013 | Шлюб                                      | Загальний референдум (94,49%)  | Загальний референдум (94,49%)  | Загальний референдум (94,49%)  | Загальний референдум (94,49%)  | Загальний референдум (94,49%)  | Так       |
| Північна Македонія       | Вересень 2013 | Шлюб                                      | Н/Д                            | Н/Д                            | Провалено                      | Провалено                      | —                              | Ні        |
| Хорватія                 | Грудень 2013  | Шлюб                                      | Конкретний референдум (65,87%) | Конкретний референдум (65,87%) | Конкретний референдум (65,87%) | Конкретний референдум (65,87%) | Конкретний референдум (65,87%) | Так       |
| Сальвадор                | Лютий 2014    | Шлюб                                      | Н/Д                            | Н/Д                            | Провалено                      | Провалено                      | —                              | Ні        |
| Словаччина               | Червень 2014  | Шлюб                                      | Н/Д                            | Н/Д                            | 102                            | 18                             | Н/Д                            | Так       |
| Північна Македонія       | Січень 2015   | Шлюб                                      | Н/Д                            | Н/Д                            | Провалено                      | Провалено                      | —                              | Ні        |
| Словаччина               | Лютий 2015    | Шлюб                                      | Конкретний референдум (94,50%) | Конкретний референдум (94,50%) | Конкретний референдум (94,50%) | Конкретний референдум (94,50%) | Конкретний референдум (94,50%) | Ні        |
| Вірменія                 | Грудень 2015  | Шлюб                                      | Загальний референдум (63,37%)  | Загальний референдум (63,37%)  | Загальний референдум (63,37%)  | Загальний референдум (63,37%)  | Загальний референдум (63,37%)  | Так       |
| Швейцарія                | Лютий 2016    | Шлюб                                      | Конкретний референдум (49,16%) | Конкретний референдум (49,16%) | Конкретний референдум (49,16%) | Конкретний референдум (49,16%) | Конкретний референдум (49,16%) | Ні        |
| ЦАР                      | Березень 2016 | Шлюб                                      | Загальний референдум (93,00%)  | Загальний референдум (93,00%)  | Загальний референдум (93,00%)  | Загальний референдум (93,00%)  | Підписано                      | Так       |
| Киргизстан               | Грудень 2016  | Шлюб                                      | Загальний референдум (79,59%)  | Загальний референдум (79,59%)  | Загальний референдум (79,59%)  | Загальний референдум (79,59%)  | Загальний референдум (79,59%)  | Так       |
| Грузія                   | Жовтень 2017  | Шлюб                                      | Н/Д                            | Н/Д                            | 117                            | 2                              | Ветовано                       | Так       |
| Чехія                    | Червень 2018  | Шлюб                                      |                                |                                | Провалено                      | Провалено                      | —                              | Ні        |
| Румунія                  | Жовтень 2018  | Шлюб                                      | 107                            | 13                             | 232                            | 22                             | Н/Д                            | Ні        |
| Румунія                  | Жовтень 2018  | Шлюб                                      | Конкретний референдум (93,40%) |                                |                                |                                |                                | Ні        |
| Панама                   | Жовтень 2019  | Шлюб                                      | Н/Д                            | Н/Д                            | Відхилено                      | Відхилено                      | —                              | Ні        |
| Росія                    | Квітень 2020  | Шлюб                                      | Ухвалено                       | Ухвалено                       | Ухвалено                       | Ухвалено                       | Підписано                      | Так       |
| Росія                    | Квітень 2020  | Шлюб                                      | Загальний референдум (77,92%)  |                                |                                |                                |                                | Так       |
| Естонія                  | Січень 2021   | Шлюб                                      | Н/Д                            | Н/Д                            | 29                             | 49                             | —                              | Ні        |
| Гондурас                 | Січень 2021   | Шлюб і де-факто союз (чіткіша заборона)   | Н/Д                            | Н/Д                            | 90                             | 38                             | Підписано                      | Так       |
| Білорусь                 | Лютий 2022    | Шлюб (чітка заборона)                     | Загальний референдум (65,2%)   | Загальний референдум (65,2%)   | Загальний референдум (65,2%)   | Загальний референдум (65,2%)   | Загальний референдум (65,2%)   | Так       |
| Гватемала                | Березень 2022 | Шлюб                                      | Н/Д                            | Н/Д                            | Провалено                      | Провалено                      |                                | Ні        |
| Сингапур                 | Листопад 2022 | Шлюб (Визначення шлюбу ухвалює парламент) | Н/Д                            | Н/Д                            | 83                             | 2                              | Підписано                      | Так       |

Примітки:
1. ↑  Скасовано в лютому 2019 р.
2. ↑  Скасовано 1 січня 2014 року, оскільки стару конституцію 1992 року замінили новою, де нема визначення шлюбу.[6][7]
3. 1 2  Недостатньо голосів для конституційної більшості.
4. ↑  Анульовано Конституційним судом 12 червня 2019 року.
5. ↑  Хоча поправку й підтримали 94,5% учасників плебісциту, явка склала лише 21,4%. Аби рефрендум у Словаччині був дійсним, явка має бути більшою за 50% зареєстрованих виборців.[58]
6. ↑  Вето подолано.
7. ↑  Хоча поправку й підтримала більшість тих, хто проголосував, явка склала лише 20,41%. Аби референдум був дійсним у Румунії, явка має бути більшою за 30% зареєстрованих виборців.